# Averroès
Vous lisez un « article de qualité » labellisé en 2016.
Pour les articles homonymes, voir Averroès (homonymie) et Ibn Rushd.
Ne doit pas être confondu avec Ibn Ruchd al-Jadd.
Ibn Rochd de Cordoue (en arabe : ابْنُ رُشْدً, Ibn Rushd), plus connu en Occident sous son nom latinisé d'Averroès,, est un philosophe, théologien, juriste et médecin musulman andalou de langue arabe du XIIe siècle, né le 14 avril 1126 à Cordoue en Andalousie et mort le 10 décembre 1198 à Marrakech au Maroc. Il exerce les fonctions de grand cadi (juge suprême) à Séville et à Cordoue, et de médecin privé des sultans almohades, à Marrakech, à une époque charnière où le pouvoir passe des Almoravides aux Almohades.

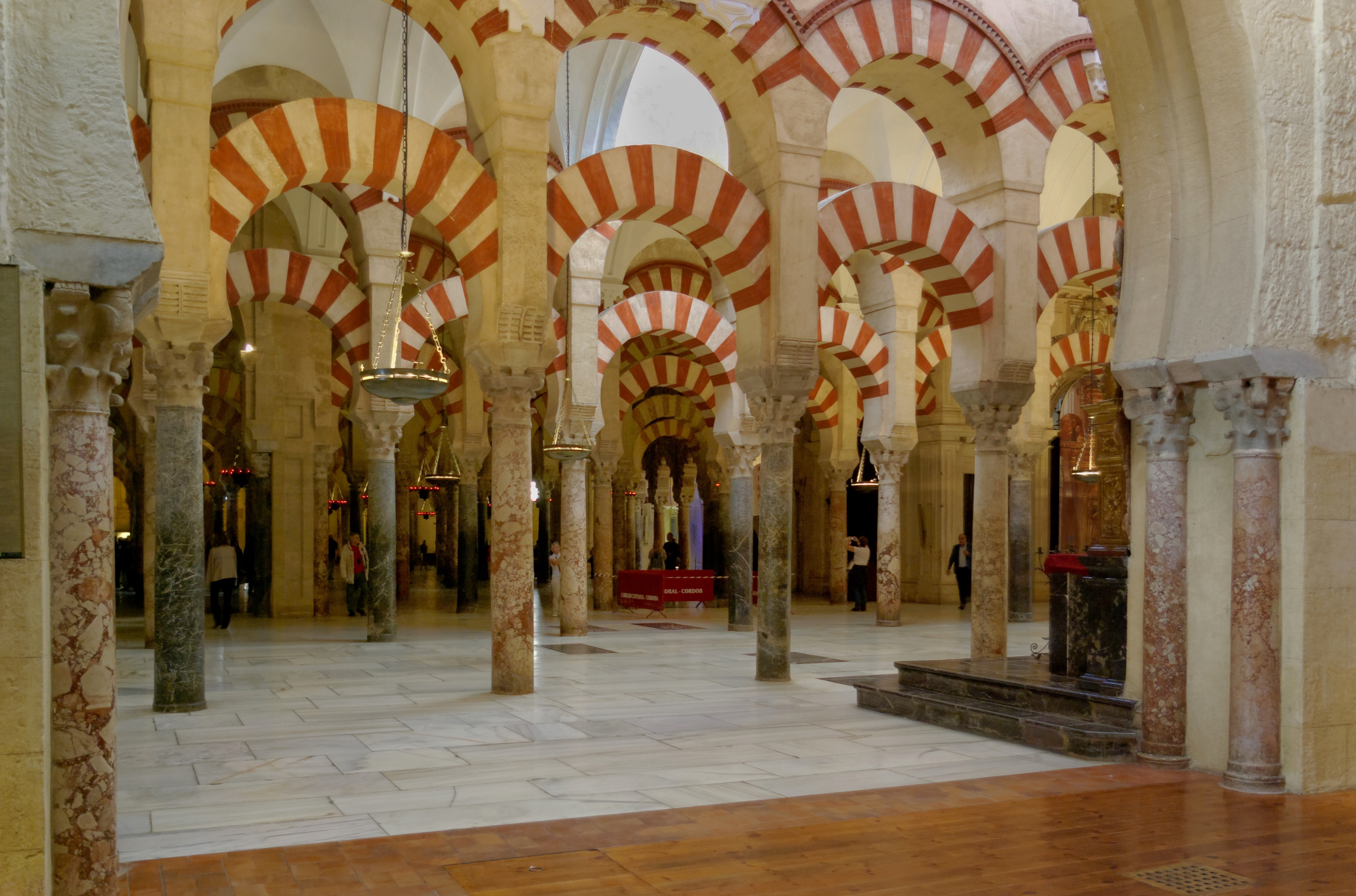
La Mezquita de Cordoue (salle des colonnes), où Averroès a effectué plusieurs passages, pour se recueillir ou converser avec ses amis ou ses élèves.

Lecteur critique d'Al-Fârâbî, d'Al-Ghazali et d'Avicenne, il est considéré comme l'un des plus grands philosophes de la civilisation islamique, bien qu'il ait été accusé d'hérésie à la fin de sa vie et qu'il n'ait pas eu de postérité immédiate dans le monde musulman. Il n'a été redécouvert en Islam que lors de la Nahda au XIXe siècle, la Renaissance arabe, durant laquelle il inspire les courants rationalistes, réformateurs et émancipateurs. Dans son œuvre, Averroès a mis l'accent sur la nécessité pour les savants de pratiquer la philosophie et d'étudier la nature créée par Dieu. De ce fait, il pratique et recommande les sciences profanes, notamment la logique et la physique, en plus de la médecine.
Son œuvre a une grande importance en Europe occidentale, où il a influencé les philosophes médiévaux latins et juifs dits averroïstes, comme Siger de Brabant, Boèce de Dacie, Isaac Albalag et Moïse Narboni. À la Renaissance, sa philosophie est très étudiée à Padoue. De façon générale, il est estimé des scolastiques qui l'appellent le « Commentateur » du « Philosophe » (Aristote), pour lequel ils ont une vénération commune. En revanche, Thomas d'Aquin puis les néoplatoniciens de Florence lui reprochent de nier l'immortalité et la pensée de l'âme individuelle, au profit d'un Intellect unique pour tous les hommes, qui active en eux les idées intelligibles.

## Biographie

### Les années de formation
Averroès naît en 1126 dans une grande famille de cadis (juges) de Cordoue de tradition malékite en Andalousie. Il est le petit-fils de Ibn Ruchd al-Jadd, grand cadi de Cordoue qui a écrit une vingtaine de volumes sur la jurisprudence islamique, encore disponibles à la Bibliothèque nationale du royaume du Maroc. Il naît dans une période troublée, marquée par le déclin des Almoravides dont son grand-père et son père sont proches et par la prise de pouvoir des Almohades. On sait cependant peu de choses sur sa jeunesse. Dominique Urvoy, un de ses biographes, affirme que de « son enfance on ne sait absolument rien ».
Il reçoit de maîtres particuliers une formation classique pour son époque et son milieu : étude, par cœur, du Coran, à laquelle s'ajoutent la grammaire, la poésie, la musique, des rudiments de calcul et l'apprentissage de l'écriture. Puis, Averroès étudie avec son père le hadîth, la Tradition relative aux actes, paroles et attitudes du Prophète Mahomet et le fiqh, droit au sens musulman, selon lequel le religieux et le juridique ne se dissocient pas.
Les sciences et la philosophie ne sont abordées qu'après « une bonne formation religieuse ». Urvoy rappelle qu'en Andalousie, un chirurgien du Xe siècle nommé Abû-l-Qâsim Al-Zahrawî préconisait l'étude des lettres (grammaire, poésie), après cette éducation religieuse. Les sciences profanes devaient venir après. Il est possible qu'Averroès ait suivi un tel cursus. Il s'intéresse en amateur éclairé à la physique, la botanique, la zoologie, l'astronomie (pratiquant même l'observation directe dans ce domaine, mais ne découvrant rien de plus significatif que des détails). Concernant la médecine qu'il pratique en professionnel, la rencontre d'Avenzoar, de trente ans son aîné, est décisive. Averroès le considèrera toujours comme le plus grand médecin depuis Galien. S'il pratique cet art, notamment en tant que médecin de la cour almohade, néanmoins il est plus intéressé par la théorie, les concepts de la médecine, que par l'exercice en lui-même de cette profession. Il va surtout se distinguer par l'étude de la philosophie, une discipline négligée car suspectée d'éloigner de la Loi religieuse. Ce sont surtout les mathématiques et la médecine qui étaient étudiées dans l'Occident musulman, aux XIe et XIIe siècles, selon Urvoy.

### La découverte d'Aristote

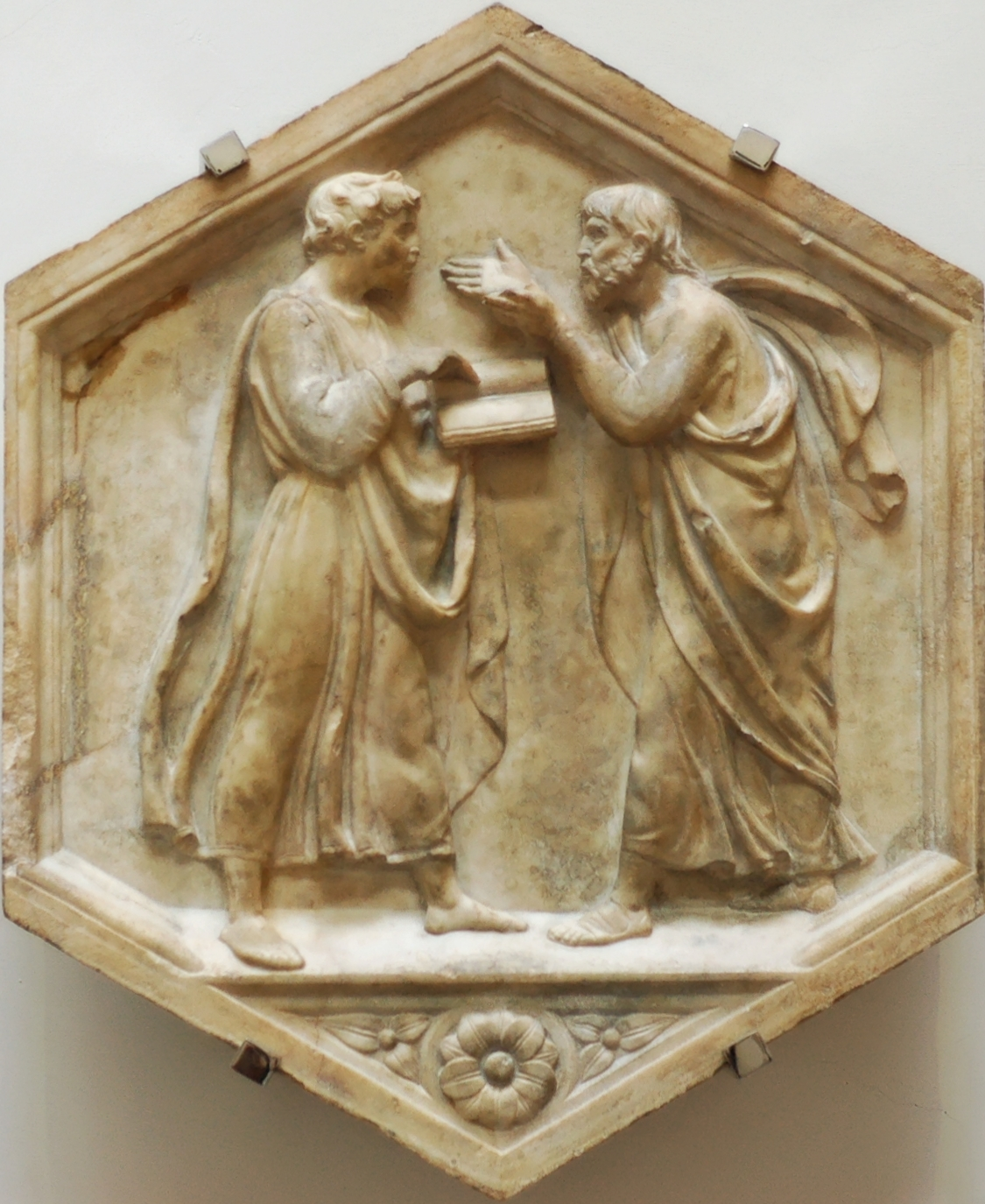
Les deux maîtres grecs d'Averroès : Platon et surtout Aristote. Panneau en marbre provenant de la façade nord, registre inférieur, du campanile de Florence. Attribué à Luca della Robbia, vers 1437-1439.

Averroès avait une bonne connaissance des textes d'Ibn Bâjja (connu en Occident sous son nom latin d'Avempace), un philosophe aristotélisant. C'est peut-être par l'intermédiaire d'Ibn Hârûn de Trujillo qu'Averroès découvre les œuvres aristotéliciennes d'Ibn Bâjja. L'influence du maître de Saragosse sur son œuvre est patente : pour Ibn Bâjja, commentateur de l’Éthique à Nicomaque, le bonheur ici-bas est possible par le moyen de la connaissance acquise des intelligibles, en s'unissant avec l'Intellect agent, une idée qu'Averroès reprend. Il lui reprend également l'idée qui veut que « l'intellect humain constitue une unité, à laquelle les individus ne font que participer ». On suppose que c'est par Ibn Bâjja, auquel il aurait eu accès par l'intermédiaire d'Ibn Hârûn, que le philosophe cordouan a été initié à l'aristotélisme. Tant Ibn Bâjja qu'Averroès seront considérés comme hérétiques par Ibn Khaqân et ses disciples.
Le calife Abu Yaqub Yusuf lui demande, en 1166, de résumer de façon pédagogique l'œuvre d'Aristote. Cherchant à retrouver l'œuvre authentique, pour un meilleur apprentissage, Averroès utilise plusieurs traductions. En appliquant les principes de la pensée logique dont la non-contradiction, et en utilisant sa connaissance générale de l'œuvre, il décèle des erreurs de traduction, des lacunes et des rajouts. Il découvre ainsi la « critique interne » et écrit trois types de commentaires : les Abrégés (jawâmi), les Moyens (talkhîs) et les Grands (tafsîr). Parmi les commentateurs médiévaux, il est celui qui cherche le plus à retrouver les vrais écrits d'Aristote. En effet, pour Averroès, le philosophe grec a découvert la vérité des choses et il ne s'agit que de la retrouver dans ses textes. Le Stagirite constitue le sommet de l'humanité, les Prophètes mis à part. Cette attitude est également celle d'Al-Fârâbî (872-950), un des maîtres philosophiques d'Averroès, et de Moïse Narboni (c. 1300-1362), un averroïste juif.

### La période de maturité

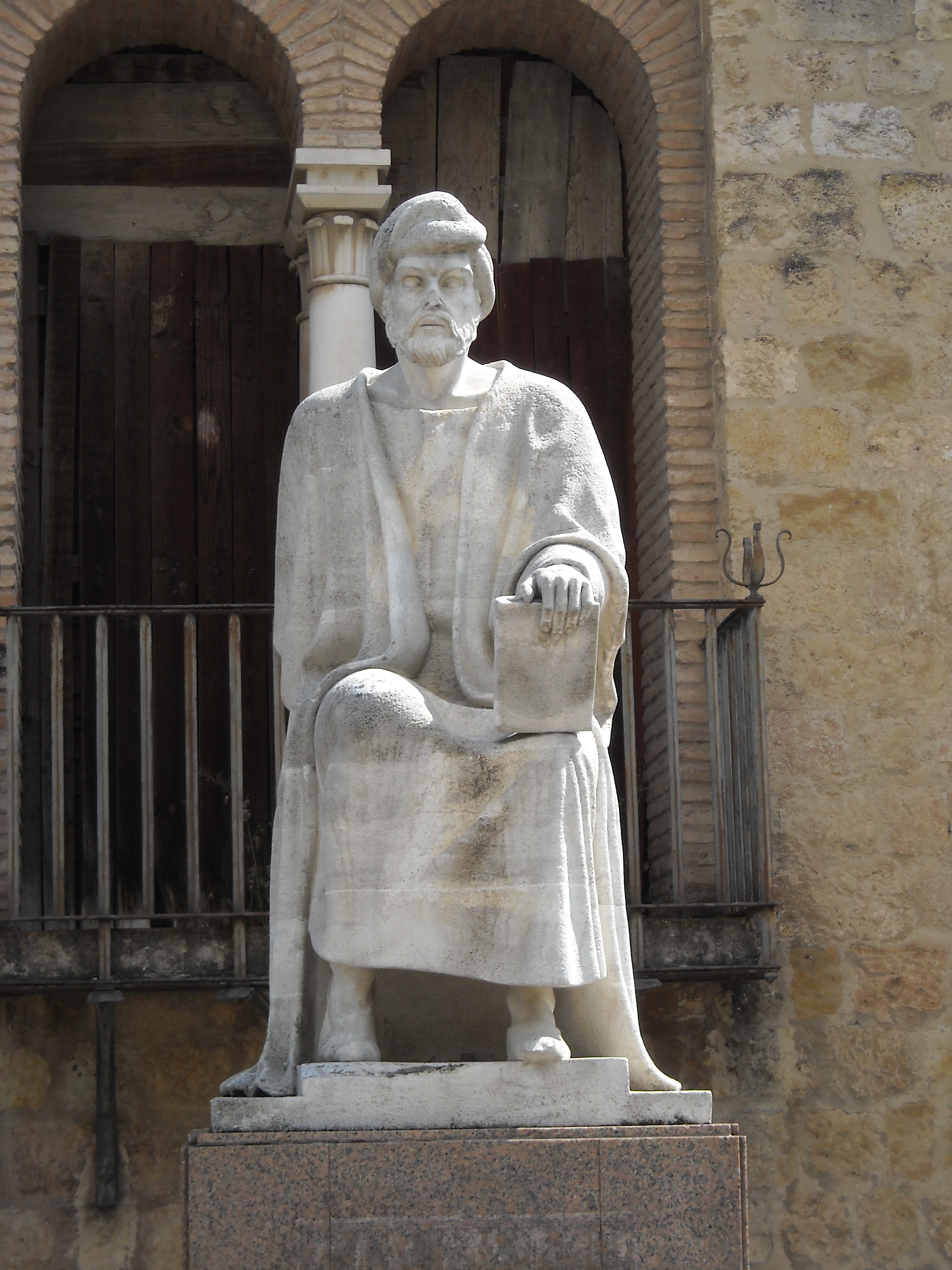
Statue d'Averroès à Cordoue, sa ville natale. Par Pablo Yusti Conejo, 1967.

Averroès est nommé grand cadi (juge suprême) à Séville en 1169, son premier poste officiel. Il est alors partagé entre ses fonctions publiques et son travail de philosophe et de commentateur de l'ensemble de l'œuvre d'Aristote. Il occupe sa fonction pendant deux ans, puis rentre à Cordoue où un tremblement de terre se produit en 1171. Averroès se consacre pendant huit ans à ses commentaires d'Aristote, puis redevient grand cadi de Séville en 1179. C'est aussi l'année pendant laquelle il écrit en son nom propre le Discours décisif, le Dévoilement des méthodes de démonstration des dogmes, et l’Incohérence de l'Incohérence, ouvrage dirigé contre la pensée d'Al-Ghazali, et spécialement son Incohérence des philosophes.
En 1179, il rencontre le futur soufi andalou Ibn Arabi, alors adolescent. Ce dernier mentionne Averroès parmi ses influences mais il en fait également la critique, préférant l'approche illuminative — l'expérience directe de l'amour de Dieu — à l'approche rationaliste (étude des « étants créés par Dieu ») qui est celle d'Averroès. Ibn Arabi assure avoir rencontré Averroès sous forme de vision ou d'apparition en 1199, un an après la mort du maître. La vision lui conseille par la suite de quitter l'Espagne.
Averroès, après avoir été grand cadi à Séville, est nommé grand cadi de Cordoue. En 1182, s'ajoute à cette fonction officielle celle de médecin privé du sultan, à la suite d'Ibn Tufayl. Le sultan est Abu Yaqub Yusuf à cette date (il meurt en 1184). Son fils Abu Yusuf Yaqub al-Mansur lui succède et maintient Averroès au poste de médecin personnel. Dominique Urvoy note qu'à cette époque, il écrit son commentaire de La République de Platon, faute de trouver le texte d'Aristote sur le même sujet, la Politique (qui n'a vraisemblablement pas été traduite en arabe au Moyen Âge).
Urvoy rappelle deux positions que développe Averroès dans son commentaire de Platon, le « bellicisme » et le « féminisme ». En effet, le philosophe andalou soutient la nécessité de la guerre sainte ou djihad, sans y participer lui-même (en tant que personnalité intellectuelle retirée du front), et dans le même ouvrage l'égalité entre les sexes, la nécessité de ne pas cantonner les femmes aux rôles de la procréation, de l'allaitement et de l'éducation. Il soutient que les femmes devraient pouvoir travailler à l'instar des hommes, ce qui fait écho aux textes platoniciens sur la capacité des femmes à gouverner et à exercer les tâches habituelles des hommes,.

### Une fin de vie difficile
Si la fin de sa vie est intellectuellement intense — il rédige alors les Grands Commentaires d'Aristote, et son traité sur le bonheur, intitulé Sur la béatitude de l'âme —, il doit néanmoins affronter des attaques contre sa philosophie et contre la philosophie en général.
En 1188-1189, les Almohades doivent faire face à des rébellions dans le Maghreb central et en Espagne, à la reprise de la guerre contre les royaumes chrétiens. Le calife Abu Yusuf Yaqub al-Mansur fait alors interdire la philosophie, les études et les livres, tout comme il proscrit la vente du vin ainsi que les métiers de chanteur et de musicien. À partir de 1195, Averroès, que le simple fait d'être philosophe rend suspect, est victime d'une campagne de diffamation qui vise à briser son prestige de grand cadi. Kurt Flasch, spécialiste d'Averroès, explique que des « pressions politiques » ont été exercées par le « parti de ceux qui craignaient Dieu » (les oulémas, des théologiens malikites) sur le calife Al-Mansur, afin que celui-ci abandonne son protégé.
Averroès est exposé et humilié dans la mosquée de Cordoue, avant d'être forcé de partir de sa ville natale. Il est exilé en 1197 à Lucena, une petite ville andalouse peuplée surtout de Juifs qui décline depuis que les Almohades ont interdit toute religion autre que l'islam. Ses livres sont brûlés et lui-même est accusé d'hérésie, notent les spécialistes,. Le poète Ibn Jubair est chargé d'écrire des épigrammes pour le discréditer pendant l'exil. Il écrit, s'adressant à Averroès : « Tu as été traître à la religion ».
Selon Kurt Flasch, la conséquence du traitement subi par Averroès fut grave sur le monde arabe : ce dernier « perdit dès lors tout contact avec le progrès scientifique ».
Son exil dure un an et demi, après quoi il est rappelé au Maroc où il reçoit le pardon du sultan sans être pour autant rétabli dans ses fonctions officielles. Il meurt à Marrakech le 10 ou le 11 décembre 1198 sans avoir pu revenir dans son pays natal, l'Andalousie. La mort d'Al-Mansur peu de temps après marque le début du déclin de l'Empire almohade.

### La transmission posthume de son œuvre
Si Averroès est l'un des plus grands penseurs de l'Al-Andalus (Espagne musulmane), à la fois médecin, théologien et philosophe, sa pensée, qui montre que l'usage de la philosophie et de la logique démonstrative est recommandé par le Coran même, inquiète les musulmans traditionalistes tel le fondamentaliste Ibn Taymiyya, qui consacre une étude entière à démontrer le caractère impie de l'œuvre d'Averroès. Aussi, une partie de celle-ci est brûlée chez les siens et n'est conservée que par des traductions juives. Connue en Occident par l'intermédiaire des Juifs de Catalogne et d'Occitanie, son œuvre est intégrée dans la scolastique latine. À son égard la scolastique a une attitude ambivalente : d'un côté Averroès est considéré comme le « Commentateur » par excellence d'Aristote ; d'un autre, il est portraituré comme : « fanatique, enragé, neurasthénique, […] libertin » comme le rappelle Alain de Libera, un spécialiste de la philosophie médiévale. Selon Rémi Brague, un médiéviste arabisant, on lui attribue à tort le Traité des trois imposteurs, un livre d'obédience athée qui affirme que les fondateurs des trois monothéismes sont des trompeurs et des manipulateurs, rédigé en réalité au XVIIe siècle. Par exemple, dans le dictionnaire d'Éloy (1778), il est considéré comme « un raisonneur hardi et dangereux, qui sapait les fondements de toutes les religions ».
En Islam, Averroès, accusé d'hérésie, n'a pas de postérité. Il en est de même de la philosophie (falsafa) dans sa branche rationaliste (et non mystique, laquelle a une large postérité en Islam iranien). Mohammed Arkoun écrit qu'« au moment où Ibn Ruchd donnait de nouvelles possibilités de développement à un réalisme critique de type aristotélicien — apport qui fructifia uniquement en Occident chrétien — Suhrawardî (1155-1191) assurait, en Orient, le succès de la philosophie illuminative (Ichrâq) recueillie et continuée par les penseurs iraniens ». Arkoun explique que la falsafa a toujours eu une existence précaire en terre d'Islam, spécialement au Moyen Âge, même si elle était objectivement bien représentée par des auteurs comme Al-Kindi (801-873) et Al-Fârâbî (872-950) avant Averroès. En effet, il lui est reproché de vouloir substituer la raison à la révélation et l'étude de la nature à l'étude des sciences religieuses. Par contre, selon Alain de Libera, Averroès est par ses commentaires d'Aristote « un des pères spirituels » de la pensée occidentale. Selon Léon Gauthier, Averroès est le « père authentique d’une forme primitive de scolastique proprement musulmane bien que foncièrement philosophique » et l'« ancêtre de la scolastique sous ses formes ultérieures, juive ou chrétienne, orthodoxe ou hétérodoxe,. » L'universitaire Majid Fakhry le décrit comme l'un des fondateurs de la laïcité en Europe de l'Ouest.
Ahmed Djebbar, historien des sciences et spécialiste de mathématiques arabes, soutient cependant que les chercheurs, notamment l'historien Pierre Guichard en France, ont réfuté la thèse des orientalistes selon laquelle Averroès n'aurait pas eu de postérité en Islam. En effet, Averroès a fondé une école en Al-Andalus et au Maroc, et ses livres sont passés de main en main jusqu'au XIVe siècle. Le mathématicien et juriste malikiste Ibn al-Banna se sert du commentaire d'Averroès à la Métaphysique d'Aristote pour justifier ses recherches mathématiques.

### Averroès dans le contexte politico-religieux en Al-Andalus

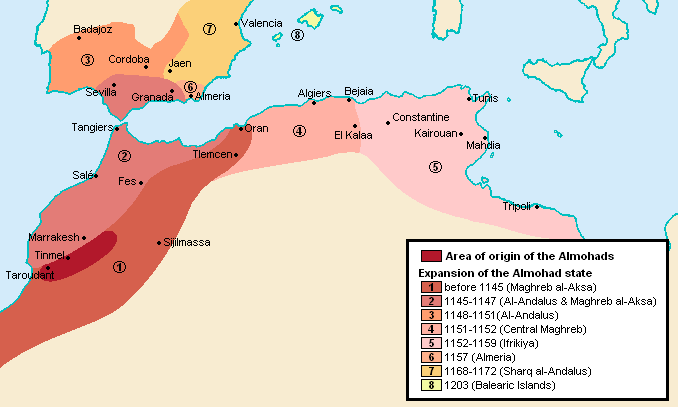
Expansion de l'empire Almohade au XIIe siècle.

Averroès est né à Cordoue, alors une ville de l'empire des Almoravides, une dynastie berbère sanhajienne qui a régné du XIe au XIIe siècle sur une confédération de tribus puis un empire englobant la Mauritanie, le Maroc, l'ouest de l'actuelle Algérie ainsi qu'une partie de la péninsule Ibérique (actuels Espagne, Gibraltar et Portugal). Le mouvement Almoravide est né vers 1040 sur l'île de Tidra parmi des Sanhadjas originaires de l'Adrar mauritanien et qui nomadisaient dans l'Ouest saharien entre le Sénégal et le Maroc,, sous l'impulsion du prédicateur malékite Abdellah ben Yassin et d'un chef local. Un demi-siècle avant la naissance d'Averroès, ce royaume est en déclin comme le constate Ibn Bâjja, un philosophe de Saragosse qui dénonce leur goût du luxe.
Le mouvement religieux des Almohades est fondé vers 1120 à Tinmel par Mohammed ibn Toumert, appuyé par un groupe de tribus masmoudiennes du Haut Atlas marocain, principalement des Masmoudas. Ibn Toumert prône alors une réforme morale puritaine et se soulève contre les Almoravides au pouvoir à partir de son fief de Tinmel. À la suite du décès d'Ibn Toumert vers 1130, Abd al-Mumin prend la relève, consolide sa position personnelle et instaure un pouvoir héréditaire, en s'appuyant sur les Koumyas de la région de Nedroma dans l'Ouest algérien ainsi que les Hilaliens. Sous Abd al-Mumin, les Almohades renversent les Almoravides en 1147, puis conquièrent le Maghreb central hammadide, l'Ifriqiya (alors morcelée depuis la chute des Zirides) et les Taïfas. Ainsi, le Maghreb et l'al-Andalus sont entièrement sous domination almohade à partir de 1172.
Lors de la reddition de Cordoue aux Almohades, Averroès dut réciter une profession de foi, c'est-à-dire réciter une partie des écrits du fondateur du mouvement, le Mahdi Mohammed ibn Toumert. Dans le ralliement d'Averroès, selon Urvoy, il ne s'est pas agi d'une adhésion forcée mais au contraire d'une adhésion « faite dans l'enthousiasme ». Il écrivit d'ailleurs deux ouvrages aujourd'hui perdus sur la doctrine almohade : un Commentaire sur la profession de foi de l'imâm mahdî et un Traité sur les modalités de son entrée dans l'état suprême, de son apprentissage en lui et des vertus de la science du mahdî. La pensée d'Averroès de cette époque emprunte en effet à la doctrine théologique et juridique du Mahdi Ibn Toumert, alors que pour Al-Ghazali, la parole de Dieu est première : « il n'y a pas d'explication après celle de Dieu », de sorte que la raison n'intervient qu'après la parole de Dieu ; au contraire, pour Ibn Toumert, la raison occupe une place plus importante. Par conséquent, selon Urvoy, alors qu'Ibn Toumert est proche de l'école théologique mutazilite rationalisante, Al-Ghazali, lui, est un asharite. Sur ce point, Averroès s'inscrit dans la tradition initiée par le Mahdi. Pour Urvoy, l'almohadisme fut pour Averroès « une excellente préparation à la réception des œuvres d'Ibn Bâjja, et par lui du péripatétisme ».

## Averroès médecin

### Contexte

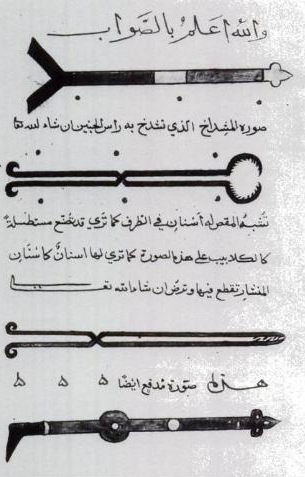
Instruments chirurgicaux dessinés dans l'encyclopédie médicale du XIe siècle du médecin musulman médiéval Abu Al-Qasim : le Kitab al-Tasrif. Manuscrit du XVe siècle.

Averroès, philosophe et médecin, est visiblement courtisé par les puissants qui veulent s'assurer les services d'un bon médecin, étant donné leur peur constante d'être assassinés par empoisonnement. Il est ainsi « médecin privé du sultan » à partir de 1182, succédant à Ibn Tufayl l'auteur du Philosophe autodidacte. Le XIIe siècle est celui de l'épanouissement des sciences naturelles en Al-Andalus, dont la médecine est le couronnement, alors qu'auparavant l'activité proprement scientifique (logique, mathématiques, physique, médecine) était plutôt rare dans cette région du monde, d'après Dominique Urvoy.
Il utilise la logique aristotélicienne pour organiser ses traités, faisant de la médecine une science davantage déductive qu'inductive, à rebours des praticiens de l'Antiquité. Ses travaux médicaux s'organisent en Commentaires de grands auteurs : petit commentaire (présentation, résumés, points importants), moyen (développement ou critique de points particuliers), grand (analyse d'ensemble approfondie) ; en Traités sur des sujets particuliers (la thériaque, les fièvres) ; enfin, ordonnés et synthétisés en Encyclopédie (Colliget).
La pensée médicale d'Averroès se situe au moins à deux niveaux. L'un de philosophie ou de théorie médicale, qui est celui de la définition et de la nature de la médecine et de ses rapports de vérité avec la philosophie naturelle (vérités « externes » de la médecine, sa place dans le monde). L'auteur de référence reste ici Aristote : sa logique, sa physique et sa métaphysique.
L'autre niveau est celui de la médecine « appliquée », dominée par l'articulation entre Aristote et Galien. En effet, dans sa Physique et ses traités sur le vivant, Aristote applique ses conceptions médicales (anatomie, physiologie) dont plusieurs sont divergentes de celles de Galien, garant et référent de la médecine. Ces divergences sont autant de difficultés à éclaircir (vérités « internes » à la médecine, sa doctrine propre).
Ces problématiques sont d'autant plus difficiles que si Aristote est un philosophe féru de médecine, Galien, lui, est un médecin féru de philosophie. L'œuvre médicale d'Averroès va chercher à les résoudre, en poursuivant le chemin déjà parcouru par Al-Farabi, Rhazès et Avicenne.

### Philosophie de la médecine
Le problème posé est celui du statut de la médecine, de ses critères de vérité, si elle est de l'ordre de la science (épistemè en grec ancien, scientia en latin) par connaissance des principes, ou si elle relève de la pratique artisanale (technè, ars). Jusque-là, le philosophe persan Al-Fârâbî avait réduit la médecine à une simple technique, à l'instar d'Aristote, tandis qu'Avicenne en avait fait une science dont les principes sont modifiables selon les besoins du traitement.

Averroès aboutit à une sorte de compromis. En médecine, il s'agit selon lui de raisonner à partir de principes généraux, et pas seulement de tâtonner au hasard des expériences particulières. Le critère de vérité se trouve d'abord dans les principes (logique et philosophie naturelle), puis dans la pratique (anatomie, thérapeutique). Il affirme ainsi la supériorité des principes sur la pratique concrète, comme Al-Fârâbî l'avait fait avant lui. Toutefois, à la différence d'Al-Fârâbî, il ne réduit pas la médecine à un simple art, une technè. Il précise : 
« L'art de la médecine est un art opératoire tiré de principes vrais, où l'on recherche la conservation de la santé et l'éloignement de la maladie, car la fin de cet art n'est pas de guérir de manière absolue, mais d'envisager ce qui peut être fait, selon la mesure et le temps convenables et, ensuite, d'attendre la fin [recherchée] comme dans les arts de la navigation ou des armes. »
Comme tous les médecins médiévaux, Averroès a l'humilité de laisser la guérison à Dieu. Mais c'est cette définition (art opératoire tiré de principes vrais) qui sera retenue par l'Occident chrétien médiéval.
Averroès articule la vérité opératoire et la vérité des principes en deux démonstrations : la démonstration des signes ou observation des symptômes (par la mémoire et l'expérience sensible) et la démonstration des causes (par argumentation logique selon des principes immuables). C'est la démonstration du fait et la démonstration de la cause. À la différence d'Avicenne, Averroès n'admet pas que ces principes puissent s'adapter en fonction des besoins du traitement. Cette étape de la pensée d'Averroès a parfois été vue comme un jalon vers la méthode expérimentale, mais les auteurs et commentateurs divergent sur les interprétations à donner. Selon Danielle Jacquart, spécialiste de médecine arabe : « Ce sujet, d'une extrême complexité, a donné lieu chez les critiques modernes à des controverses dignes de la scolastique ».

### Anatomie et thérapeutique
Les problèmes abordés sont autant de thèmes aristotéliciens : ceux de matière et de forme, de causalités, de quantités et de qualités.
Averroès définit l'organisme en termes de structure et pas seulement de fonctions, comme c'était le cas chez Galien, selon Danielle Jacquart. Ainsi l'anatomie, œuvre du Créateur, repose sur des causes finales. Pour Averroès, son étude doit être menée selon une pratique orientée vers le traitement (médicamenteux et chirurgical).
Averroès se démarque de Galien, dont le finalisme est lié à l'utilité (le traité d'anatomie de Galien porte le titre significatif De l'utilité des parties du corps humain). Selon Galien, chaque partie du corps est inséparable de sa fonction, de son utilité (en termes modernes, une illustration possible serait l'anatomie fonctionnelle des kinésithérapeutes).
Le finalisme d'Averroès reste aristotélicien, la cause finale se rapproche de la cause formelle fondée sur la forme (morphologie et propriétés), c'est un finalisme intériorisé, une structure, c'est un lieu d'opération (comme le terrain à la guerre) et un champ d'application. En termes modernes, c'est l'anatomie topographique des chirurgiens. Averroès est l'un des premiers (avec d'autres chirurgiens de l'Islam médiéval) à faire de l'anatomie le premier chapitre de tout livre général sur la médecine ou la chirurgie. Elle acquiert le rang de discipline première ou de base (fondamentale). L'Occident médiéval reprend cette idée, notamment à Montpellier : Averroès est cité par des chirurgiens comme Henri de Mondeville ou Guy de Chauliac.
Toutefois, l'observation anatomique reste une illustration de principes vrais déjà connus, c'est un moyen formel de vérification et de confirmation, et surtout pas une occasion de remise en cause, ou de découverte de principes nouveaux (processus qui ne débutera qu'après la Renaissance).
En pharmacologie, Averroès critique l'usage de la thériaque dans son Colliget, recueil d'écrits médicaux qui fera l'objet d'un débat avec Ibn Tufayl. La thériaque était un remède composé de dizaines de substances différentes (dont l'opium et la chair de vipère), censé représenter un antidote universel, par la réunion de tous les antidotes particuliers.
La composition d'un tel remède posait de nombreux problèmes, d'ailleurs communs à tous les remèdes composés. Celui de « la forme spécifique » du résultat final ; celui des quantités (doses et nombre de substances associées) ; celui de la substitution (licite ou illicite) d'un composant par un autre ; celui des qualités et des intensités de qualité de chaque substance, dont on se demande si elles peuvent s'additionner et quel est le résultat final d'une telle composition.
Al-Kindi, au IXe siècle, s'était attaqué à ce problème en recherchant une formule mathématique qui rendrait compte des résultats (arithmétique de fractions). Averroès en fait la critique : le calcul est licite pour les quantités, mais pas entre qualités différentes, il propose ses propres solutions,. Arnaud de Villeneuve (dans Aphorismi de gradibus) tente par la suite de poursuivre cette recherche qui se conclut sur un échec. Justes ou non, de tels systèmes étaient trop compliqués pour s'appliquer en pratique courante. Pour Siraisi, ces tentatives représentent toutefois un premier essai historique de quantifications et qualifications de produits pharmaceutiques.

### Aristote contre Galien

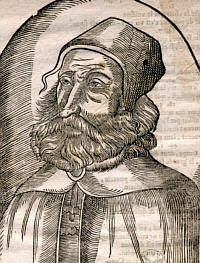
Galien de Pergame, dont Averroès discute les travaux. Gravure du XVIe siècle.

Averroès cherche des conciliations par raisonnements logiques, afin de resituer les apports de Galien dans le cadre de la philosophie d'Aristote.
Danielle Jacquart écrit : « Toute la conception des Kullïyyàt [le Colliget], vise à mettre en accord les énoncés aristotéliciens et les acquis incontestables de la médecine galénique, en matière d'anatomie et de connaissance des phénomènes de la santé et de la maladie. Averroès fut sans doute l'auteur de langue arabe qui poussa le plus loin la critique de Galien et se montra le plus novateur dans sa représentation des mécanismes de la physiologie ».
L'innovation majeure par rapport à Galien est de se servir de la philosophie naturelle (physique d'Aristote) et notamment de sa théorie de la causalité (causes matérielle, formelle, finale, efficiente) pour analyser les affections, complétant ainsi la théorie des humeurs et des complexions ou tempéraments. Cependant, ces quatre causes s'appliquent difficilement en médecine galénique, car le changement des humeurs de Galien est à la fois cause formelle et cause efficiente.
Par exemple, Aristote place l'origine du mouvement et de la sensation dans le Cœur, Galien dans le Cerveau. L'observation des blessés du crâne devrait donner raison à Galien, mais il est relativement aisé d'argumenter que le cœur reste in fine le maître du cerveau et son instance supérieure, tout en reconnaissant au cerveau un rôle direct, mais de simple exécutant intermédiaire (le cerveau comme cause instrumentale, le cœur comme cause efficiente).
En maintes occasions, Averroès défend le point de vue d'Aristote contre celui de Galien : comme dans le rôle respectif des semences masculine et féminine dans la conception (si la semence féminine participe activement à la formation du fœtus selon Galien, ou si elle n'est qu'une matière passive selon Aristote), si l'embryon commence par la formation du cœur ou du foie, si le sperme vient du sang (comme l'écume de la mer) ou du phlegme (provenant du cerveau par le biais de la moelle épinière,).
Les discussions d'Avicenne et d'Averroès sur ces différences incitent les auteurs latins à aborder ces sujets. L'éclaircissement, la discussion et si possible, la conciliation des points de vue d'Aristote et de Galien restent longtemps le problème central de la scolastique médicale. Dans ce grand débat médiéval en Occident des « Philosophes contre [les] Médecins », Averroès, pour son obstination à défendre Aristote, est désigné comme « l'assommoir des médecins » et parfois moqué par Jacques Despars (médecin français commentateur d'Avicenne), lorsque Averroès utilise comme argument un témoignage de sa voisine.

### Apports et influences
Même si Averroès semble n'avoir pratiqué que très peu l'observation et l'expérimentation selon Urvoy, il est crédité de plusieurs avancées, du point de vue moderne, en savoir médical positif. Il note que celui qui a été atteint de variole en acquiert l'immunité, il affirme le rôle de la rétine dans la vision, il connaît la transmission de la rage humaine par chien enragé, il envisage la fièvre comme le résultat d'un mixte entre chaleur innée et chaleur pathologique (quantité et qualité de fièvre).
Sa théorie de la vision et de la lumière paraît occuper une place centrale, dans sa philosophie comme dans sa physiologie. À l'encontre de Galien et de Platon, qui faisaient de la vision un phénomène actif d'émission rayonnant à partir de l'œil, il en fait, avec Aristote, un phénomène d'intromission de la lumière dans l'œil (perception rétinienne). J. Paul explique ainsi l'apport d'Averroès : « La capacité de comprendre s'éveille chez l'homme sous l'action de l'intellect agent, comme celle de voir par la présence de la lumière. Comprendre est chez un homme particulier un phénomène purement corporel ».
À la fin de sa vie, Averroès a ainsi rédigé divers traités (sur les fièvres, les médicaments composés) et des commentaires sur Galien. En 1194, le pouvoir en place le charge de réécrire son encyclopédie, le Colliget, sous surveillance étroite par les autorités en place, à destination des étudiants. Il est vraisemblablement forcé de supprimer la référence finale à Avenzoar, celle qui conseillait de se rapporter à ce dernier pour toutes les questions de thérapeutique. Le Colliget, traduit en latin par le juif Bonacosa en 1255 ou 1285, est étudié dans les universités européennes jusqu'au XVIIe siècle. Son commentaire du Poème sur la médecine d'Avicenne, est traduit en latin par Armengaud Blaise, à Montpellier, en 1284. Averroès laisse aussi un commentaire du Canon d'Avicenne.

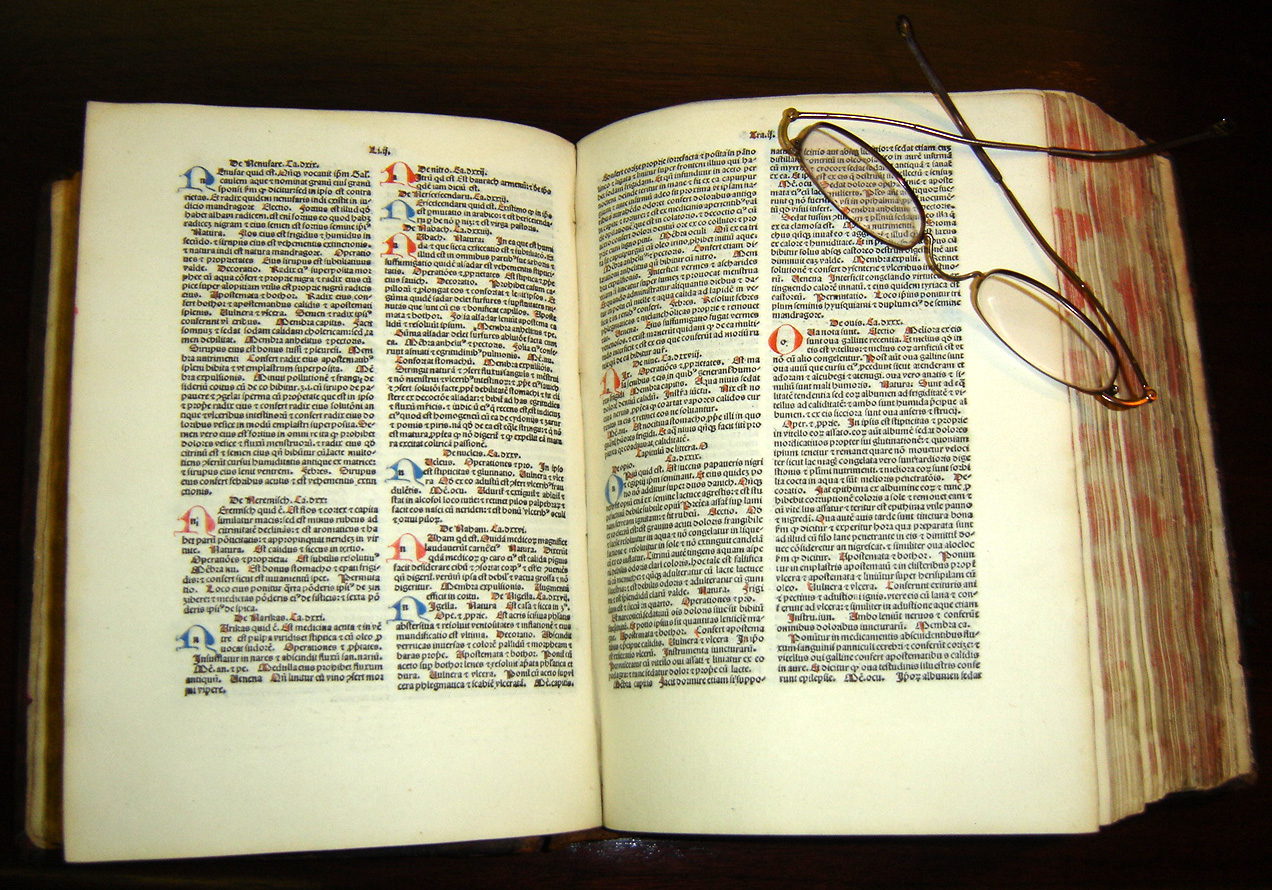
Une copie latine du Canon, ouvrage médical d'Avicenne commenté par Averroès. Incunable daté de 1486, bibliothèque historique de médecine de l'Université du Texas à San Antonio.

L'influence médicale d'Averroès est relativement faible, comparée à celle d'Avicenne. Averroès est plutôt jugé comme un compilateur raisonné par les historiens. En médecine médiévale occidentale, relativement aux autres médecins arabes, il est loin derrière Avicenne (qui égale à lui seul Hippocrate et Galien), et bien après Rhazès (pour sa clinique), Abulcassis (pour sa chirurgie), et Haly Abbas (pour sa pratique courante). Toutefois, sur plusieurs points, Averroès met en cause des idées admises. En cela, il attire l'attention. En Occident, ces sujets seront sources de controverses universitaires (disputationes) dès la fin du XIIIe siècle. En termes modernes, les textes d'Avicenne sont utilisés comme « livres de cours », les textes d'Averroès comme « livres d'exercices » de fin d'études.
Selon Danielle Jacquart, les questions posées par Averroès, la confrontation médiévale du galénisme et de l'aristotélisme (ou médecine contre philosophie) n'ont pas abouti qu'à des impasses, cette confrontation « a contribué à approfondir la réflexion épistémologique occidentale ». Par exemple, l'adéquation de la réalité des pratiques médicales avec les principes biologiques et scientifiques reste une question toujours vivante au XXIe siècle.
Selon Nancy Siraisi, historienne américaine de la médecine, Averroès est l'un des principaux acteurs permettant à l'Occident médiéval d'assumer l'étude du corps humain comme une activité utile et digne, et la médecine comme une entreprise intellectuellement respectable.

## Averroès: le juriste, le commentateur

### Averroès et le droit
Averroès a été éduqué dans la tradition du malikisme, l'une des quatre grandes écoles de droit du sunnisme. Il a exercé la fonction de grand cadi (juge suprême) à Cordoue. Sa plus célèbre fatwa (consultation juridique) est celle dite du Discours décisif qui veut démontrer le caractère obligatoire de la pratique de la philosophie pour la classe des savants.
Jeune, Averroès a étudié également le Mustasfâ, le principal ouvrage de droit d'Al-Ghazali (1058-1111), plus connu en Occident sous le nom d'Algazel, dont il rédigera un Abrégé. Selon Aida Farhat, même si Averroès s'opposera à Al-Ghazali sur la question de la philosophie, il est alors proche de sa pensée juridique. Selon Al-Ghazali il existe quatre grandes sources de droit : le Coran, les hadîths (paroles du Prophète rapportées par la tradition), le consensus et le raisonnement. Il écarte des sources les lois révélées antérieures à la révélation islamique, les paroles des compagnons du Prophète, ainsi que les principes d'équité et d'utilité. Dans son Abrégé, Averroès, rapprochant le droit de la philosophie, le subordonne à la « pratique et l'organisation des raisonnements », alors que le droit était habituellement considéré comme une discipline autonome.
La Bidâya, rédigée vers 1168, constitue son principal ouvrage de droit de la maturité. Elle date de la même époque que son Colliget (ouvrage de médecine). La Bidâya est complétée vingt ans après, en 1188, par le Livre du pèlerinage.
Averroès privilégie la « méthode comparative » en matière de droit qui consiste à résoudre un cas en cherchant les similitudes avec un autre cas. Son livre Bidâyat ul-mudjtahid wa nihâyat ul-Muqtasid fait référence en matière de jurisprudence comparée. Il y cite et discute les avis des différents madhhabs (écoles) en matière de
jurisprudence islamique (fiqh). Urvoy précise que « la Bidâya est enseignée de nos jours [en 1998] à Médine même ».
Dans le livre la Bidâya, il veut dissocier « théologie et droit ». Il pense que les juristes de son temps se comportent comme des êtres humains qui croient que le « bottier est celui qui a chez lui des chaussures en nombre, non point celui qui est capable de les fabriquer (Bidâyat, II, 1994) ». Il leur reproche d'être comme les rhéteurs auxquels Aristote reproche d'enseigner « non pas l'art mais les résultats de l'art (Aristote, Réfutations sophistiques, 184a 1-7, tr.fr., Vrin) ». Aussi dans ce livre, il insiste sur la méthode. Il convient de connaître l'authenticité du hadîth, la portée des textes, de les mettre en perspective. Selon lui, « le vrai juriste ne se distingue pas par la somme de ces connaissances, mais par sa capacité à les appliquer ». Chez lui, le droit est positif et la raison n'est que seconde. Par exemple, un raisonnement rigoureux doit s'incliner devant un texte de loi reconnu. Alors que dans la théologie, « la raison légifère », chez lui, elle n'intervient dans le droit qu'après coup pour organiser les choses.

### Averroès le commentateur

#### L'œuvre
Ce sont surtout les commentaires d'Aristote rédigés par Averroès sur commande du sultan Abu Yaqub Yusuf qui seront connus en Occident et feront l'objet de traductions en latin. Mais son activité de commentateur est beaucoup plus large. Averroès produit au cours de sa vie trois types de commentaires : les petits commentaires ou abrégés, les commentaires moyens ou paraphrases, et les grands commentaires.

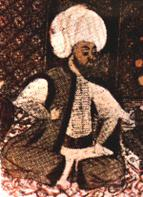
Al-Kindi est l'un des premiers commentateurs arabes d'Aristote au IXe siècle.

Les abrégés sont de simples résumés. Nous lui devons des abrégés d'Aristote, notamment de sa logique (l'Organon) et de l'Almageste de Ptolémée (un traité d'astronomie grecque qui faisait autorité au Moyen Âge). Averroès commente aussi l'Isagogè de Porphyre, un traité de logique généralement étudié avec le corpus aristotélicien dans la scolastique, mais aussi le De Intellectu d'Alexandre d'Aphrodise (un traité de psychologie sur l'intellect agent), et la Métaphysique de Nicolas de Damas. Les petits commentaires d'Averroès sont impersonnels et ne représentent pas nécessairement la pensée de leur auteur.
Averroès écrit des moyens commentaires d'Aristote. Il commente d'ailleurs toute l'œuvre du Stagirite disponible à l'époque, c'est-à-dire son éthique, sa métaphysique, son esthétique, sa logique et sa zoologie, ce qui exclut la Politique, indisponible en arabe. N'ayant pas accès aux écrits politiques du « premier maître », Averroès écrit un commentaire de La République de Platon, dans lequel il ne se contente pas de préciser les positions du philosophe athénien : il développe une philosophie politique personnelle. Parmi les commentaires moyens, il faut aussi noter ceux concernant les écrits de Claude Galien, médecin et logicien romain (129-216).
Dans ses grands commentaires, rédigés pour la plupart dans la dernière partie de sa vie, Averroès cherche à cerner au plus près la philosophie d'Aristote, il en propose une interprétation personnelle (notamment la théorie de l'Intellect agent séparé des âmes individuelles, dans son Grand Commentaire du De anima). Il cherche à repérer les erreurs de traduction, et attribue les incohérences du texte aux copistes. Pour Averroès, la philosophie aristotélicienne est parfaitement cohérente, donc les erreurs ne peuvent être que philologiques. Urvoy écrit que « Averroès n'envisage même pas l'idée que le Stagirite ait hésité, ait laissé un problème sans réponse, ou ait évolué ». Comme le rappelle Ali Benmakhlouf qui cite Averroès, Aristote est « une règle de la nature et comme un modèle où elle a cherché à exprimer le type de la dernière perfection ».
Averroès critique généralement les interprétations d'Aristote proposées par certains de ses prédécesseurs, par exemple Alexandre d'Aphrodise et Thémistios chez les Grecs. Plus encore, Averroès s'oppose aux interprétations néoplatoniciennes, qu'il accuse de n'avoir pas compris Aristote et de lui faire dire ce qu'il n'a pas dit. Il vise essentiellement Al-Fârâbî et Avicenne, comme le rappelle Kurt Flasch.

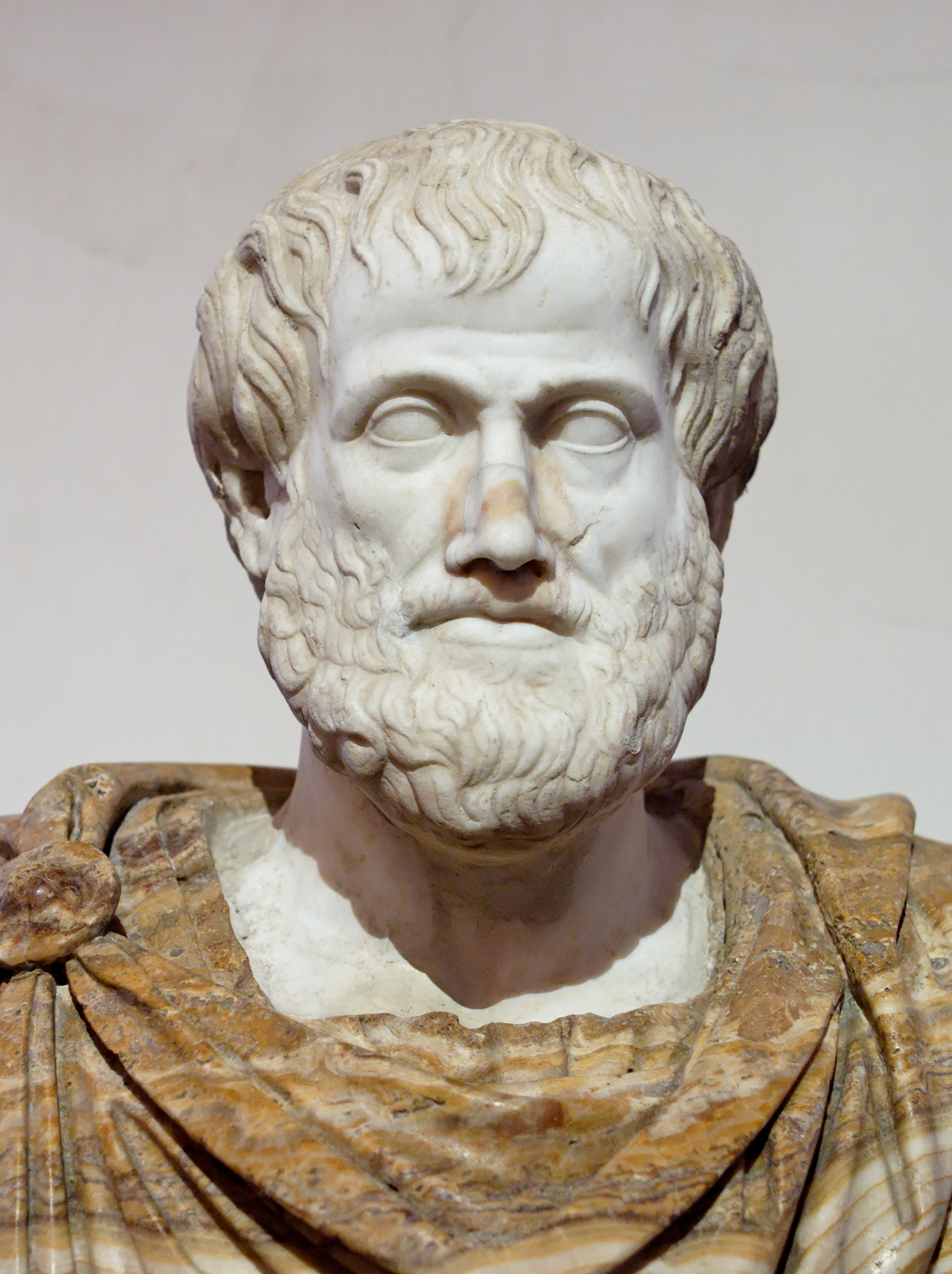
Buste d'Aristote dont Averroès est un grand commentateur. Palais Altemps, Rome.

Son rapport à Al-Fârâbî, également commentateur d'Aristote, est cependant complexe. De même qu'Al-Fârâbî, Averroès donne la place centrale à la logique en philosophie, comme l'explique Ali Benmakhlouf. Ce dernier ajoute que « Averroès retiendra la leçon d'al-Fârâbî – loi divine et sagesse sont deux voies qui se confortent l'une l'autre ».

#### La réception latine
L'importance des commentaires d'Averroès pour la constitution des discussions aristotéliciennes au Moyen Âge est fondamentale. Le spécialiste Alain de Libera résume les choses ainsi : 
« c'est par lui que les médiévaux ont eu accès aux interprétations antérieures, qu'elles soient grecques, arabes ou andalouses, néoaristotéliciennes ou néoplatoniciennes ; c'est à le lire que s'est constitué le réseau médiéval des questions posées au texte aristotélicien ; c'est à le méditer que s'est déployé celui des réponses, des refontes ou des recommencements. »
Au Moyen Âge latin, des théologiens comme Albert le Grand et Thomas d'Aquin polémiqueront avec l'interprétation averroïste d'Aristote. Thomas d'Aquin surnommera même Averroès le « perversor, depravator » de la tradition péripatéticienne : il pervertit et déprave l'aristotélisme. Le médiéviste Édouard-Henri Wéber résume la polémique ainsi : Thomas d'Aquin s'est largement servi d'Aristote et a lui-même commenté toute son œuvre disponible en s'appuyant sur les commentaires d'Averroès, surnommé dans la scolastique Commentator, le commentateur par excellence du Philosophe par excellence (Aristote). Cependant, les traditionalistes augustiniens parmi lesquels saint Bonaventure attaquent les étudiants de la faculté des Arts qui prétendent mêler Aristote, un philosophe grec non-chrétien, à la foi catholique. Les thèses aristotéliciennes sont critiquées et même condamnées en 1270 par Étienne Tempier, l'évêque de Paris.
Pour se défendre d'utiliser Aristote, Thomas d'Aquin se sépare de ses commentateurs litigieux, c'est-à-dire les averroïstes latins comme Siger de Brabant. Il écrit alors son De l'intellect contre les Averroïstes (De Unitate intellectus contra Averroistas), ouvrage dans lequel il qualifie Averroès de « dépravateur » de l'école aristotélicienne. Son objectif est de discréditer philosophiquement les tenants des thèses aristotéliciennes condamnées, à savoir l'éternité du monde et la séparation d'un Intellect unique, pour sauver Aristote et montrer l'accord de celui-ci avec les vérités de la foi.

## Philosophie, théologie et religion

### La Providence
Averroès utilise un premier argument en faveur de l'existence de Dieu, dans le Dévoilement des méthodes de démonstration des dogmes de la religion musulmane : la « providence ». Il consiste à dire que tout dans l'univers sert les fins de l'être humain. Il donne les exemples du soleil, de la lune, de la terre elle-même et du temps au sens météorologique, qui montrent selon lui que l'univers est conditionné pour les hommes. Cela montrerait qu'il y a un Dieu qui a fait l'univers pour eux. Le second argument est celui de « l'invention » (ou « construction ») du monde par un Dieu « artisan ».

### Le paradigme de l'Artisan divin
Averroès cherche à élaborer une connaissance rationnelle de Dieu, qu'il revient au philosophe d'établir. Pour cela, il façonne le paradigme de l'Artisan divin : nous pouvons connaître Dieu et son acte de création par analogie avec l'étude du processus de fabrication artisanale. Dans son Discours décisif, le philosophe andalou écrit : 
« Si l'acte de philosopher ne consiste en rien d'autre que dans l'examen rationnel des étants, et dans le fait de réfléchir sur eux en tant qu'ils constituent la preuve de l'existence de l'Artisan, c'est-à-dire en tant qu'ils sont des artefacts — car de fait, c'est dans la seule mesure où l'on en connaît la fabrique que les étants constituent une preuve de l'existence de l'Artisan ; et la connaissance de l'Artisan est d'autant plus parfaite qu'est parfaite la connaissance des étants dans leur fabrique ; et si la Révélation recommande bien aux hommes de réfléchir sur les étants et les y encourage, alors il est évident que l'activité désignée sous ce nom est, en vertu de la Loi révélée, soit obligatoire, soit recommandée. »

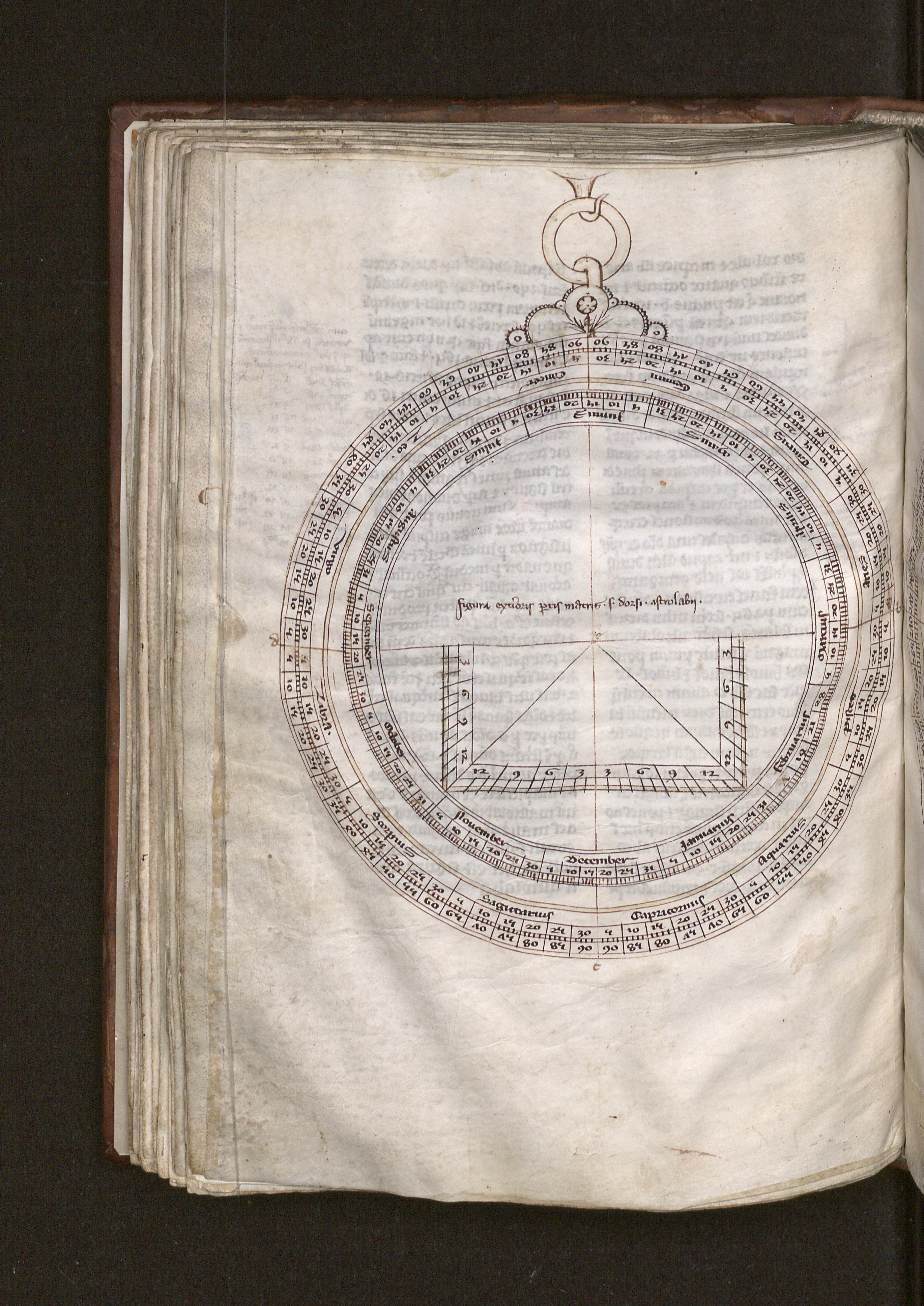
Plan d'un astrolabe arabe (début IXe siècle). Averroès pense que l'étude des cieux et de la nature permet de mieux comprendre l'acte divin de la Création. Manuscrit du XIVe siècle, bibliothèque publique de Bruges.

De même que l'analyse des objets fabriqués peut nous donner une connaissance de la nature de l'artisan qui les a faits, l'étude des étants créés peut nous donner une connaissance de la nature de Dieu. Le paradigme de l'Artisan divin s'inspire du « fabricant de l'univers » de Platon. Alain de Libera dit que c'est une sorte de preuve téléologique de l'existence de Dieu, « lointain surgeon du Démiurge platonicien ». La preuve téléologique veut dire qu'une chose a nécessairement été créée par quelqu'un qui avait en vue sa création, donc le monde émane lui aussi d'un Agent créateur.
La théorie métaphysique de l'artisan et du produit fabriqué permet de faire la différence entre les savants et la foule : en présence d'objets artisanaux, la foule ne comprend pas la « recette » de leur fabrication, tandis que le scientifique sait comment ils ont été produits, il connaît leur cause. Averroès écrit : « Les gens de la foule considèrent les êtres de la même façon qu'ils considéreraient des objets dont ils ne connaissent pas la fabrique ». Les scientifiques connaissent les règles de production d'un objet, contrairement à la foule. L'idée d'un savoir comme connaissance des règles de production d'un objet, distinct de la simple expérience sensorielle de l'objet, se trouve chez Aristote. Ainsi, il revient au philosophe, par la raison, de connaître Dieu à travers son acte de création, tandis que la foule n'a accès qu'à l'expérience sensible des étants créés. La foule doit s'en tenir à cette connaissance sensible des étants qui lui fait sentir que le monde a été créé par Dieu, mais elle ne peut comprendre au moyen de la raison l'acte de création.
La connaissance philosophico-théologique de Dieu n'est cependant pas une connaissance directe, de type intuitive, comme le serait la vision angélique de Dieu. Rémi Brague explique que cette connaissance de Dieu s'appuie en fait sur l'étude de la nature, qui est la création de Dieu. C'est pour cette raison qu'Averroès fait l'éloge de la physique, la science des étants naturels, à la suite d'Alexandre d'Aphrodise et de Simplicius. Il a d'ailleurs livré à la postérité un commentaire de la Physique d'Aristote.
Averroès s'oppose en cela à son prédécesseur Avicenne. Le spécialiste de philosophie gréco-arabe Marwan Rashed explique ainsi cette opposition : « pour Avicenne, la métaphysique [l'étude des réalités purement formelles et non mêlées de matière] est assez puissante pour permettre un discours autonome sur Dieu, tandis que, pour Averroès, seule la physique peut nous permettre de l'approcher ».

### Le combat intellectuel contre les théologiens
Averroès cherche à donner un statut et un rôle très précis à la philosophie d'inspiration grecque, aux côtés de l'islam. Ses conceptions en matière de théologie s'inspirent du rationalisme d'Aristote en filigrane, comme le dit Marc Geoffroy, spécialiste d'Averroès.

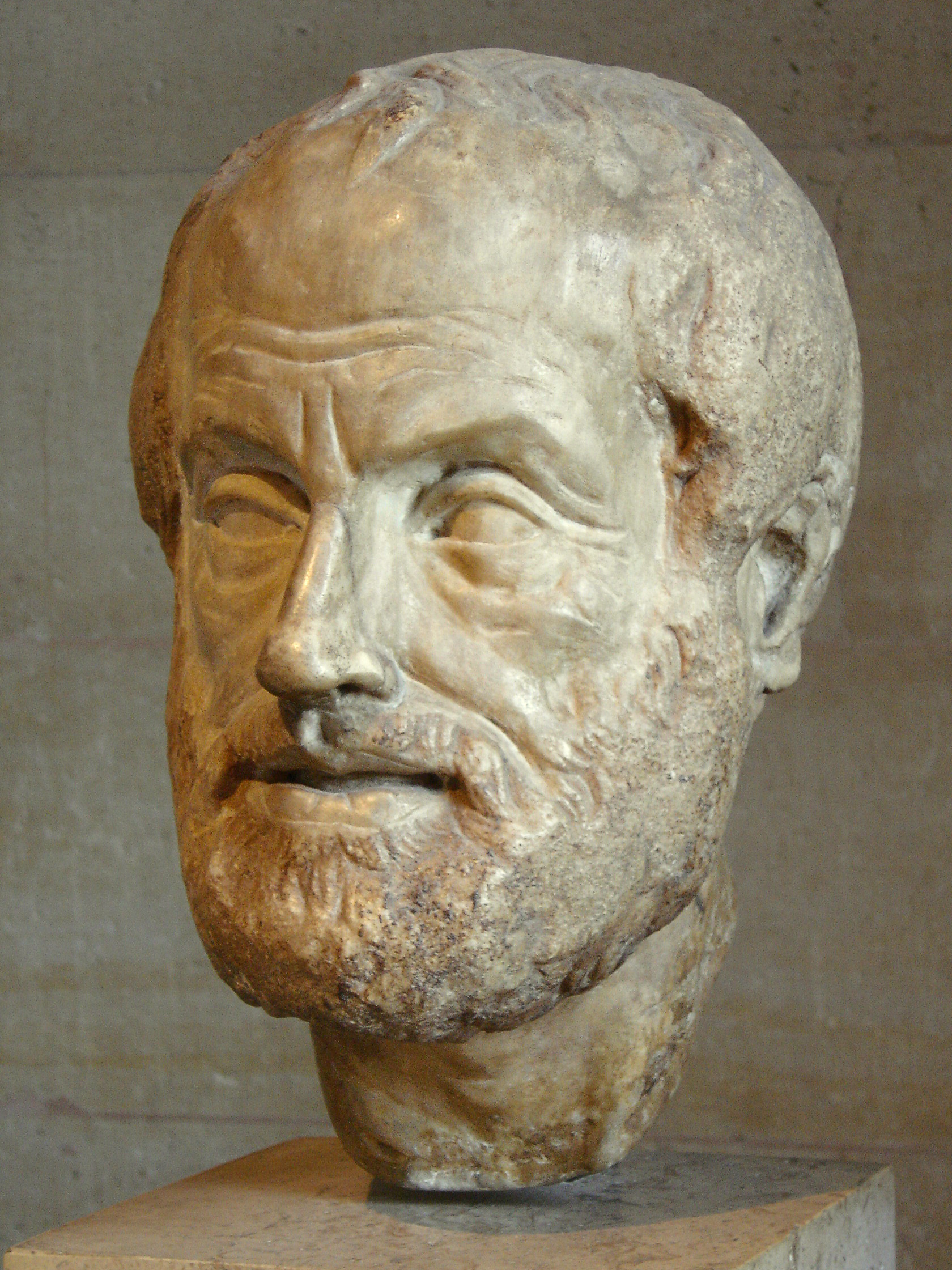
Averroès oppose la théorie aristotélicienne de la démonstration aux théologiens asharites de son temps. Copie romaine d'un portrait d'Aristote, musée du Louvre.

Averroès s'en prend surtout aux littéralistes d'une part, aux théologiens du courant asharite d'autre part, très opposés au rationalisme de la falsafa. Il les renvoie dos-à-dos et leur reproche leur sectarisme et leur rejet de la démonstration strictement logique (syllogisme) dans l'interprétation de la parole révélée. Les littéralistes refusent d'interpréter le Coran à l'aide des outils logiques et métaphysiques des Grecs, considérés comme polythéistes et à ce titre l'utilisation de ces outils est qualifiée d'impie. Les littéralistes prétendent que la parole révélée est auto-suffisante et n'a pas besoin de réflexion extérieure. Les asharites, quant à eux, se servent du raisonnement (le kalâm) mais ils nient la capacité qu'aurait la raison humaine d'atteindre à elle seule la vérité, surtout en matière théologique. Ils seront eux-mêmes critiqués par les littéralistes et les traditionalistes tels qu'Ibn Taymiyya.
Le courant théologique opposé aux asharites à l'époque est le mutazilisme, qui défend l'usage autonome de la raison dans l'établissement de la vérité, y compris religieuse et théologique. Chikh Bouamrane explique que les mutazilites sont des partisans de la thèse du libre arbitre et du caractère créé du Coran, par opposition aux asharites qui nient la liberté de l'homme et postulent le caractère incréé du Coran.
La position d'Averroès à propos des mutazilites est ambigüe. Il semble leur reprocher un usage non rigoureux de la dialectique et de la rhétorique. Averroès reprend la thèse aristotélicienne d'une position subalterne de ces deux arts de l'argumentation : pour Aristote, la dialectique et la rhétorique utilisent les opinions communes et répandues pour discuter. Ces deux disciplines ne s'appuient pas, selon Aristote repris par Averroès, sur des démonstrations scientifiques et certaines, mais sur des raisonnements aux prémisses probables et aux conclusions seulement vraisemblables : les enthymèmes. Pour cette raison, Averroès semble s'éloigner du mutazilisme qu'il accuse, tout comme l'acharisme, de diviser les musulmans : en effet, selon lui, s'appuyer sur le probable a pour conséquence de laisser la porte ouverte aux opinions contradictoires, sans possibilité de trancher entre elles puisqu'elles seraient mal fondées. L'horizon de l'usage de la dialectique en théologie est la controverse sans fin, alors que l'usage du syllogisme scientifique mènerait à la certitude et donc à la paix des esprits, selon Serge Cospérec.
Chikh Bouamrane écrit cependant qu'Averroès affirme ne pas avoir pu lire les ouvrages mutazilites, car ils ne seraient pas parvenus en Espagne où il vivait. Bouamrane ajoute qu'Averroès a des positions théologiques souvent proches des mutazilites, notamment sur la méthode d'interprétation du Coran, et sur les questions de la liberté humaine et de la justice divine. Il émet l'hypothèse qu'Averroès aurait pu renier sa connivence avec le courant mutazilite pour se protéger des autorités religieuses orthodoxes qui condamnaient le mutazilisme, et qui préféraient le traditionalisme en matière d'exégèse coranique.

### La philosophie face à la Révélation

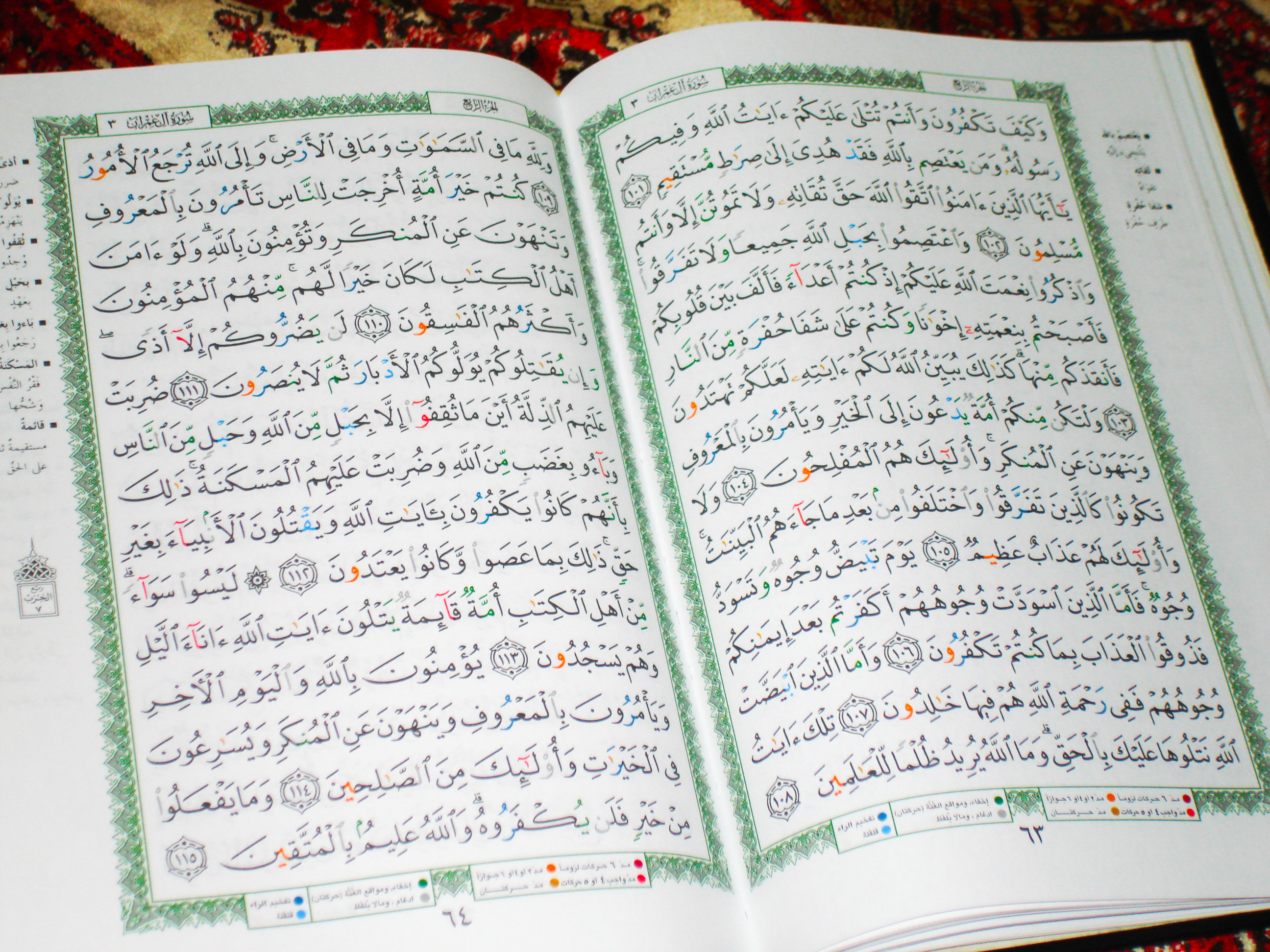
Le Coran reste la source principale de la théologie d'Averroès. Il tentera de l'interpréter en se servant de la logique des Grecs.

Avec le Kitab fasl al-maqal (Livre du discours décisif), Averroès répond d'une manière originale à un très ancien problème que l'on retrouve dans le sous-titre de l'ouvrage : celui de la « connexion entre la Révélation et la philosophie ». La réponse est placée sur le terrain juridique, celui de la science de la Loi musulmane : le philosophe andalou ancre la philosophie dans la réalité sociale. Il s'agit de fonder en droit l'existence du philosophe dans la cité musulmane : la philosophie cherche sa légitimité aussi bien aux yeux du droit de la société, qu'à ceux de la loi religieuse. Alain de Libera résume cette opération ainsi, reformulant une phrase gilsonienne : « reconstruire la théologie sur un plan tel que son accord de fait avec la philosophie apparaisse comme la conséquence des exigences de la Révélation elle-même et non comme le résultat accidentel d'un simple désir de conciliation ».
Ainsi, Averroès constate que le Coran s'adresse à tous les musulmans : aussi bien de faible que de haute culture. Le caractère universel de la Révélation ne saurait précisément être universel s'il ne s'adressait pas à eux selon leur niveau de culture. Il y a le sens premier, simple et imagé pour le commun des mortels et un discours plus soutenu ; il arrive qu'une contradiction apparaisse entre ces deux types d'énoncés et c'est précisément là que doit intervenir la philosophie : le philosophe, par le raisonnement, doit déceler le sens profond, caché du Texte.
Averroès va pouvoir donner à la philosophie, dans une fatwa (le Discours décisif), son caractère « obligatoire », comme le veut la Loi musulmane. Ne pas éclairer le texte par une réflexion philosophique serait nuire à la foi du fidèle, en livrant ce dernier aux interprétations contradictoires. Les interprétations contradictoires ont en effet pour conséquence soit la tendance à la remise en cause des dogmes de la foi (scepticisme), soit le sectarisme (faire valoir une interprétation partielle contre toutes les autres).
Averroès écrit ainsi : « Le Coran tout entier n'est qu'un appel à l'examen et à la réflexion, un éveil aux méthodes de l'examen ». La philosophie permet de rechercher l'interprétation vraie et complète de la parole sainte, qui mettrait fin à la fois au scepticisme (impuissance de la raison) et au sectarisme (intolérance quant au libre exercice de la raison).

### Averroès face à Al-Ghazali
Averroès publie trois traités de théologie et de droit musulman vers 1179 : le Discours décisif, le Dévoilement et l’Incohérence de l'Incohérence. Ces trois ouvrages cherchent à réhabiliter la pratique de la philosophie contre le mystique persan Al-Ghazali, chef de file des détracteurs de la falsafa, qui a vécu un siècle plus tôt. En effet, Al-Ghazali, dans son traité Tahafut al-Falasifa (L'Incohérence des philosophes) avait cherché à démontrer les dangers de la philosophie pour la foi et la religion. Il est une référence majeure pour la mystique musulmane, et ce traité fut abondamment utilisé par les asharites pour critiquer les prétentions de la falsafa, notamment en Al-Andalus à l'époque d'Averroès.
Averroès répondit à l'ouvrage d'Al-Ghazali par son livre spécialement intitulé l’Incohérence de l'Incohérence (Tahafut al-Tahafut). L'ouvrage d'Al-Ghazali est critiqué point par point, les propos sont sanctionnés par une fatwa qui les caractérise comme « blâmables », et la philosophie d'Aristote restaurée dans sa plus « pure » version.

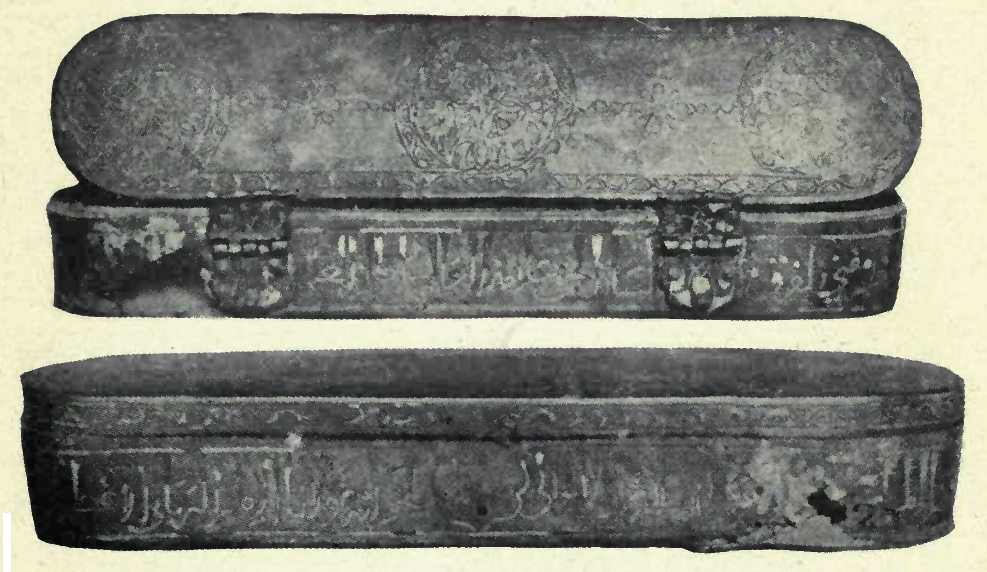
Le plumier d'Al-Ghazali, qui a écrit contre les philosophes au XIe siècle. Musée islamique du Caire.

Kurt Flasch, médiéviste et spécialiste des controverses philosophiques de cette époque, reconstruit la polémique que lance Al-Ghazali contre les philosophes, à laquelle répondra plus tard Averroès. Al-Ghazali s'en prend essentiellement à Al-Fârâbî et Avicenne, qui sont les commentateurs d'Aristote et du néoplatonisme. Il leur reproche d'accorder trop de prétentions à la métaphysique (science rationnelle des réalités suprêmes) dans la question de la connaissance de Dieu, de l'âme et du monde, ce qui ruine selon lui la religion et favorise l'incroyance. Kurt Flasch écrit que « S'en prendre à la philosophie, pour Al-Ghazali, c'est chercher à défendre la religion », alors même que les philosophes utilisent la raison pour conforter l'islam. Le philosophe persan utilise des arguments d'origine sceptique et stoïcienne pour réfuter les prétentions des philosophes. Il veut mettre en contradiction avec eux-mêmes les métaphysiciens (d'où le titre d'« incohérence des philosophes »), et les accuse de prendre leurs représentations subjectives pour des objets réels. Il s'agit d'une critique de la philosophie qui se sert de la philosophie, afin de neutraliser ses thèses. Al-Ghazali veut notamment réfuter les thèses suivantes, attribuées aux philosophes : la « doctrine de l'éternité du monde », l'impossibilité pour Dieu de connaître les « réalités individuelles et contingentes », la négation de la volonté et de la liberté de Dieu (qui aurait créé le monde nécessairement), l'autonomie de l'âme spirituelle vis-à-vis du corps et la conséquence qui s'ensuit : le rejet du dogme de la résurrection de la chair à la fin des temps.
Al-Ghazali nie la causalité nécessaire dans la nature, pour sauver l'idée de miracle, et il insiste sur l'impossibilité pour les hommes de connaître les raisons de la volonté divine, qui aurait très bien pu ne pas faire exister le monde, ou le faire autrement. Averroès lui reproche donc, dans l’Incohérence de l'Incohérence, de nier tout ordre intelligible de la nature, et de ruiner en conséquence toute connaissance scientifique de celle-ci. Selon Kurt Flasch, Averroès accuse Al-Ghazali de livrer la nature à l'arbitraire et au « hasard ». Le philosophe andalou ne pense pas que Dieu échappe totalement à la philosophie, au contraire celle-ci pense Dieu comme « pure actualité, sans matière, […] pensée pure, […] transcendant […] et principe du monde », résume Flasch. Averroès s'efforce ainsi de rétablir les droits de la philosophie et de penser son harmonie avec le texte révélé, laissant aux masses les images et les exhortations morales.

## Théorie de la connaissance et logique

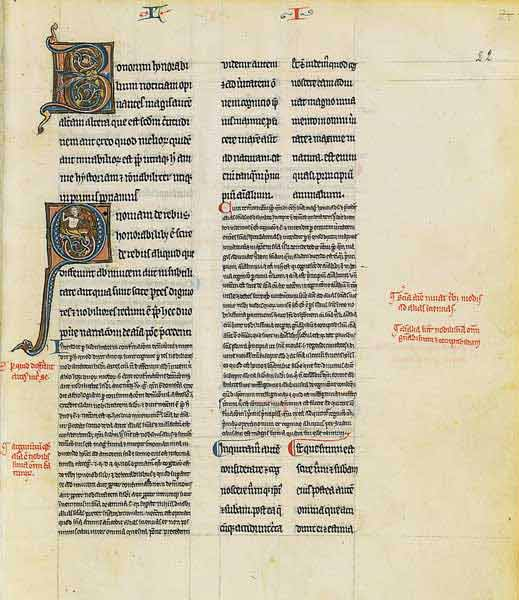
Grand Commentaire du De anima d'Aristote, manuscrit français, troisième quart du XIIIe siècle. BNF, Lat.16151, f.22

### Le «ça pense en moi»: l'intellect séparé
Dans son Grand Commentaire du De anima d'Aristote, Averroès allie aux doctrines d'Aristote celles de l'École d'Alexandrie sur l'émanatisme, et il enseigne qu'il existe une intelligence universelle à laquelle tous les hommes participent, que cette intelligence est immortelle, et que les âmes particulières sont périssables. Alain de Libera fait d'Averroès l'un des premiers philosophes du « ça pense » : le sujet n'est pas maître de sa propre pensée, il y a quelque chose d'autre qui le fait penser. C'est l'« intellect unique et séparé, commun à tous les hommes qui pense en moi quand je pense ». Alain de Libera ajoute que, pour Averroès, « ce n'est pas l'homme qui pense, mais l'intellect, ou ce n'est pas « moi » qui pense, mais l'agrégat constitué par mon corps (objet de l'intellect) et l'intellect séparé (sujet agent de la pensée). » Le « ça » désigne cet intellect séparé qui est Dieu, et qui actualise dans mon esprit les formes intelligibles lorsque mon corps perçoit des objets.

C'est la théorie de l'illumination : l'intellect agent séparé illumine mon corps qui serait sinon incapable de parvenir à se faire une idée des formes intelligibles (les quiddités des choses). Elle a été critiquée par Albert le Grand et Thomas d'Aquin qui voulaient sauvegarder le caractère individuel de la pensée. Ils accusaient la thèse averroïste de conduire à l'irresponsabilité d'un point de vue moral : si je ne suis pas maître de mes pensées, on ne peut pas me reprocher les actions dont mes pensées sont les motifs. Il n'y aurait pas de place pour le libre arbitre, selon l'interprétation de Lucien-Samir Arezki Oulahbib : 
« Averroès […] n'a fait que s'insurger contre le libre arbitre comme l'a démontré Thomas d'Aquin dans son « Contre Averroès » […]. En effet, pour Averroès, « l'homme ne pense pas, il est pensé »… »
Toujours d'après Alain de Libera, cela fait d'Averroès un précurseur de la psychanalyse (le « ça » est un terme de la seconde topique de Freud), mais la singularité de sa théorie vient de son identification du « ça » et de Dieu, comme si l'action de Dieu sur nos pensées se situait dans les profondeurs de notre âme et non dans la conscience, comme le dira plus tard Joris-Karl Huysmans.

### Logique

#### Syllogismes et copule

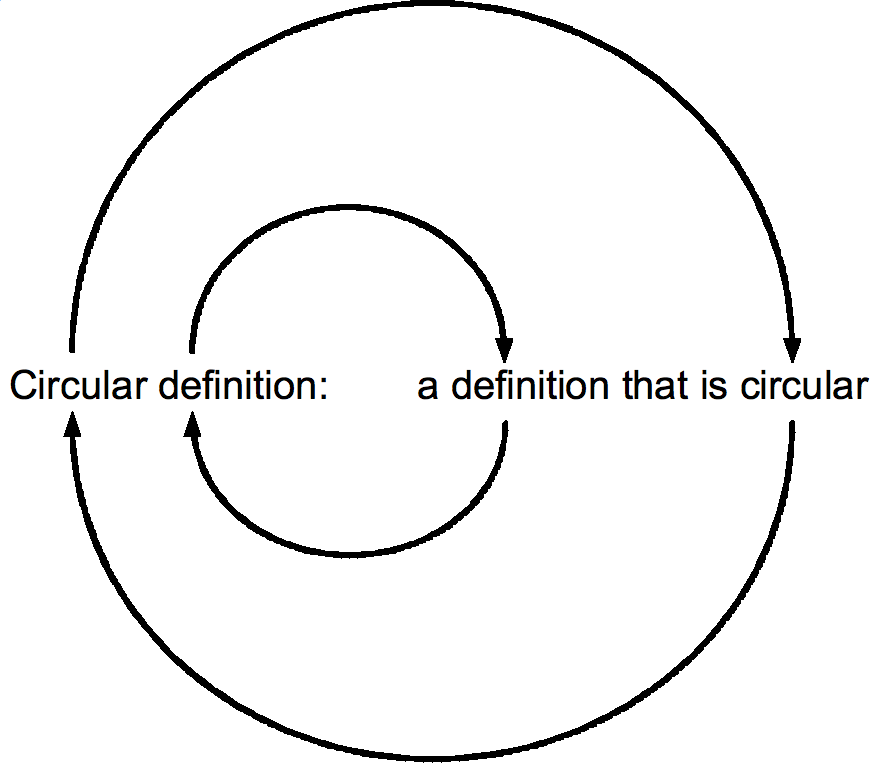
Averroès a travaillé sur les notions de circularité et de réciprocité en logique.

Averroès commence ses travaux en logique par la rédaction d'un manuel d'introduction à cette discipline, qui reprend les apports de l'Organon, de la Poétique, de la Rhétorique d'Aristote, et de l’Isagogè de Porphyre, traditionnellement étudiés ensemble au Moyen Âge. Selon Urvoy, ce manuel est parfois intitulé Ce qui est nécessaire en logique, ou Petits commentaires. Averroès analyse trois types de syllogismes : démonstratifs, dialectiques et rhétoriques.

Avant Averroès, le philosophe Al-Fârâbî avait adapté la logique aristotélicienne au public arabe, et Averroès lui doit beaucoup sur ce point. Par contre, il tourne le dos à Avicenne, auquel il reproche d'avoir trop innové par rapport à l'enseignement du maître, Aristote. Ali Benmakhlouf et Stéphane Diebler ajoutent : 
« Ce qui est en revanche plus spécifique à Averroès, c'est l'usage de ces différentes sortes de syllogisme pour répondre à l'injonction divine d'utiliser son intellect afin de tirer l'inconnu du connu, ce qui est le propre de la pratique syllogistique, et pour faire correspondre à la division entre arguments démonstratifs / dialectiques / rhétoriques la tripartition présente dans le texte sacré entre sagesse, dispute et belle exhortation (Coran, XVI.125, cité par Averroès dans le Discours décisif). »
Averroès construit une théorie de la copule dans son Commentaire moyen au traité De l'interprétation d'Aristote. Ali Benmakhlouf rappelle que la copule est « inexistante en arabe » : la formule « Zayd savant » dit la même chose que « Zayd est savant ». Averroès en tire l'idée que l'usage logique de la copule n'en fait pas pour autant une « notion indépendante » ou un attribut : elle ne désigne que la « composition du prédicat avec le sujet ». Ali Benmakhlouf, qui cite et commente ce passage, ajoute que la question du statut de la copule posée par Averroès « rebondit [au XXe siècle] avec des interrogations nouvelles sur le langage et le développement de la philosophie analytique ». Benmakhlouf trouve un « écho » de la réflexion d'Averroès chez Ludwig Wittgenstein, lorsque ce dernier écrit « les Russes disent : "Pierre rouge" au lieu de : "La pierre est rouge" » (Investigations philosophiques, § 20), ou encore chez Émile Benveniste lorsque ce dernier montre « la dette des catégories d'Aristote à l'égard de la langue grecque ».

#### Définition et démonstration
Ali Benmakhlouf, spécialiste d'Averroès et de logique, rappelle qu'Averroès développe ses considérations sur la démonstration et la définition dans son Commentaire moyen aux dix premiers livres des Seconds Analytiques d'Aristote. Pour le philosophe andalou, la méthode logique à suivre est de répondre à quatre questions : « est-ce que telle chose est ceci ? » (question de fait), « pourquoi telle chose est ceci ? » (question du pourquoi), puis « est-ce que telle chose est ? » (question de l'existence absolue) et enfin « qu'est-ce qu'est cette chose ? » (question de l'essence). Il faut d'abord établir le fait avant de poser la question du pourquoi ; et il faut d'abord établir l'existence d'une chose avant de chercher à déterminer son essence.
Nous pouvons donc connaître un phénomène en cherchant l'existence d'un moyen terme puis en montrant qu'il est essentiellement cause. Ali Benmakhlouf illustre cela avec l'exemple d'Averroès de l'éclipse : à la question « est-ce que la lune s'éclipse ou non ? », il faut trouver le moyen terme, c'est-à-dire la cause du fait que la lune s'éclipse.
Averroès, reprenant Aristote, distingue la démonstration et la définition. Certaines démonstrations demeurent négatives ou particulières, alors que les définitions, selon Benmakhlouf, « sont toujours affirmatives et universelles ». D'un autre côté, certaines définitions demeurent indémontrables, parce qu'il faut bien des principes de démonstration pour commencer à raisonner. Chercher à démontrer ces principes, ce serait une « régression à l'infini ». Aristote écrit : « […] s'il est nécessaire de connaître les antérieurs, c'est-à-dire ce d'où part la démonstration, et si on s'arrête à un moment, on a les immédiats, et il est nécessaire qu'ils soient indémontrés ». Averroès renforce la distinction entre la définition et la démonstration, en expliquant que l'une et l'autre ne nous donnent pas le même type de connaissance d'une chose. La définition nous apporte la connaissance de l'essence, tandis que la démonstration nous apporte la connaissance des « accidents essentiels » (ce qui est « extérieur » à l'essence d'une chose).

### Le savant et le prophète
Averroès admet plusieurs modes de connaissance, qui sont autant de relations différentes entre notre système cognitif et l'intellect agent séparé (Dieu). L'un est celui des savants ou scientifiques, lesquels pensent les formes intelligibles qui sont dans l'Intellect agent au moyen du raisonnement syllogistique. Le raisonnement n'est possible qu'à partir de l'expérience de la nature. Ce mode de connaissance est discursif, il relève du logos. L'autre mode de connaissance, plus intuitif, est celui des prophètes, lesquels reçoivent directement les formes des choses au moyen d'images qui sont implantées dans leur esprit (faculté imaginative) par l'Intellect agent. C'est pourquoi le Coran use massivement d'images pour faire connaître Dieu aux hommes.
Il résulte de cette théorie deux conséquences importantes : la première est que la connaissance par images du prophète est supérieure à la connaissance par syllogismes du scientifique, alors qu'habituellement cette hiérarchie est inversée. Chez Aristote notamment, qui fournit à Averroès les instruments conceptuels lui permettant de construire sa théorie de la connaissance, la question n'est pas tranchée. Aristote dit à la fois que les images sont une étape intermédiaire dans le processus d'abstraction qui va des formes sensibles aux formes intelligibles (les images sont donc cognitivement inférieures aux intelligibles), mais également que « jamais l'âme ne pense sans image » (ce qui peut induire une primauté ontologique de l'imaginaire sur le conceptuel : c'est l'interprétation qu'en fait le philosophe helléniste Castoriadis).
Deuxième conséquence : le mode de connaissance des prophètes n'est pas le même que celui des scientifiques, mais leur source est exactement la même : c'est l'Intellect agent. C'est pour cette raison qu'Averroès peut affirmer que les savants (qui sont aussi les scientifiques et les philosophes) sont les héritiers des prophètes : leur mode de connaissance est également d'origine divine.

### La prétendue «double vérité»

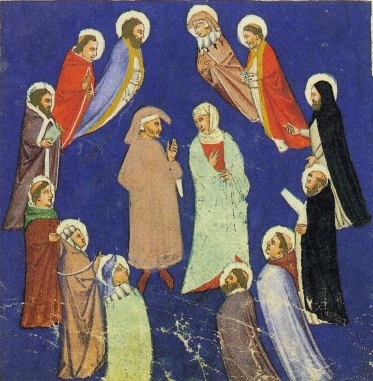
L'averroïste latin Siger de Brabant, en rouge en haut à droite. Illustration de la Divine Comédie, le Paradis, chant X, Bibliothèque royale, Copenhague.

La doctrine de la double vérité est faussement attribuée à Averroès, selon des spécialistes comme Ali Benmakhlouf. Elle consiste à affirmer que ce qui est vrai pour la raison peut être faux pour la foi, que ce qui est vrai pour la foi peut être faux pour la raison, et pourtant que la raison et la foi disent toutes deux la vérité. Deux assertions d'ordre différent pourraient être simultanément vraies, et contradictoires entre elles à la fois. Averroès n'a jamais soutenu une telle doctrine : celle-ci a été inventée par ses contradicteurs pour démontrer que sa philosophie, et celle de ses successeurs les averroïstes, est contraire à la religion et relève de l'incroyance. Ali Benmakhlouf rappelle que pour Averroès, « la vérité ne peut être contraire à la vérité, mais s'accorde avec elle et témoigne en sa faveur » (Discours décisif, § 18). En tant qu'aristotélicien, Averroès ne remet pas en cause le principe de non-contradiction qui serait violé par une telle doctrine de double vérité.
La théorie de la double vérité a également été attribuée aux partisans latins d'Averroès, les « averroïstes », qui ont été accusés de jouer double jeu par rapport à l'Église catholique et à la doctrine officielle. Les averroïstes, tels Siger de Brabant et Boèce de Dacie, étaient persuadés que les commentaires d'Averroès portant sur l'œuvre d'Aristote dévoilaient tout ce qu'il y avait à savoir dans le domaine des sciences naturelles, de la logique et de la psychologie. Ces deux auteurs auraient atteint la vérité définitive. Cela n'exclut cependant pas qu'ils puissent se tromper sur certains points.
Se pose alors la question de savoir quoi faire des assertions philosophiques qui semblent opposées aux assertions dogmatiques. La théorie de la double vérité aurait eu pour but de sauver la science aristotélicienne tout en prétendant acquiescer dans le même temps aux vérités de la foi. Mais l'« expression « double vérité » ne se trouve nulle part dans les écrits averroïstes publiés jusqu'à présent » (en 1931). Selon Luca Bianchi, cette théorie n'est qu'une « légende ».
C'est la condamnation de 1277 par Étienne Tempier d'un certain nombre de thèses d'origine aristotélicienne et averroïste qui emploie cette expression, pour discréditer ces courants philosophiques. Les averroïstes sont accusés de manquer de sincérité, et de n'avoir admis la vérité de la Révélation que du bout des lèvres, pour échapper à l'Inquisition. Cette accusation est reprise par Pierre Mandonnet, mais contestée par Étienne Gilson. D'où la réputation sulfureuse de leur inspirateur, Averroès lui-même. Déjà Thomas d'Aquin, en 1270, avait qualifié de « faux maîtres » et de « faux prophètes » Siger et les averroïstes, leur reprochant de n'avoir pas fait l'effort de résoudre la contradiction apparente entre la vérité philosophique et la vérité révélée. Cependant, Thomas ne nie pas la sincérité de Siger et des averroïstes quand ils affirment que la raison doit se soumettre à la Révélation en cas de désaccord ou d'insuffisance.

## Philosophie politique

### Une philosophie politique marquée par Platon
On connaît la philosophie politique d'Averroès en partie grâce à son commentaire de la République de Platon. Averroès critique l'esprit de jouissance et le goût de luxe des souverains almoravides, dont le déclin est consommé à son époque. Il compare la succession des almoravides à la dégradation des régimes politiques, s'inspirant de l'anacyclose décrite par Platon. Il y a d'abord la cité juste, qui est globalement une aristocratie philosophique gouvernée selon les lois, qu'Averroès réinterprète en parlant d'un idéal islamique de gouvernement selon la Loi révélée (charia). Cet idéal islamique se serait corrompu en Al-Andalus, suivant le schéma platonicien repris par Averroès, pour devenir une timocratie (régime fondé sur le courage et la violence), enfin une oligarchie (régime fondé sur l'amour de l'argent et l'hédonisme immodéré, qui se manifeste dans le goût du luxe). La chute des Almoravides est la dernière étape : le régime étant, selon Averroès, devenu une tyrannie, ayant perdu son unité pour aboutir à la dangereuse division des musulmans, dangereuse surtout face à la montée en puissance des royaumes chrétiens, il finit par être remplacé de façon cyclique par les Almohades, dont le gouvernement imite fidèlement le gouvernement de la Loi.
Ainsi Averroès se rapproche-t-il du nouveau pouvoir, au point de vue idéologique, tout en condamnant l'ancien. Cette attitude peut être à l'origine des divergences d'interprétation de sa pensée, tout à la fois révolutionnaire (par rapport aux Almoravides) et conservateur (par rapport aux Almohades).

### La place des poètes dans la Cité
Averroès a écrit un commentaire moyen de la Poétique d'Aristote. Averroès évoque également la place des poètes dans la société dans son commentaire de La République de Platon, lors des passages du philosophe grec concernant la poésie. On lui doit aussi des recueils de poèmes encore inédits et des traités de linguistique perdus à ce jour[Quand ?], comme le mentionne Urvoy.
Philippe Quesne, spécialiste d'Averroès et de philosophie de la poésie, rappelle que dans son Commentaire de la Poétique, Averroès ne s'intéresse pas au théâtre grec en tant que tel, mais surtout au Coran et à la poésie arabe. Le philosophe andalou réinterprète la tragédie grecque en contexte islamique : le héros n'est plus lui-même responsable de son propre malheur, c'est Dieu « qui le met à l'épreuve, et en le mettant à l'épreuve fait de ce malheur […] le lieu de l'élection, du bonheur religieux ».
Les concepts grecs utilisés par Averroès ne font sens que dans le cadre de la révélation coranique, celle-ci étant la poésie de Dieu.

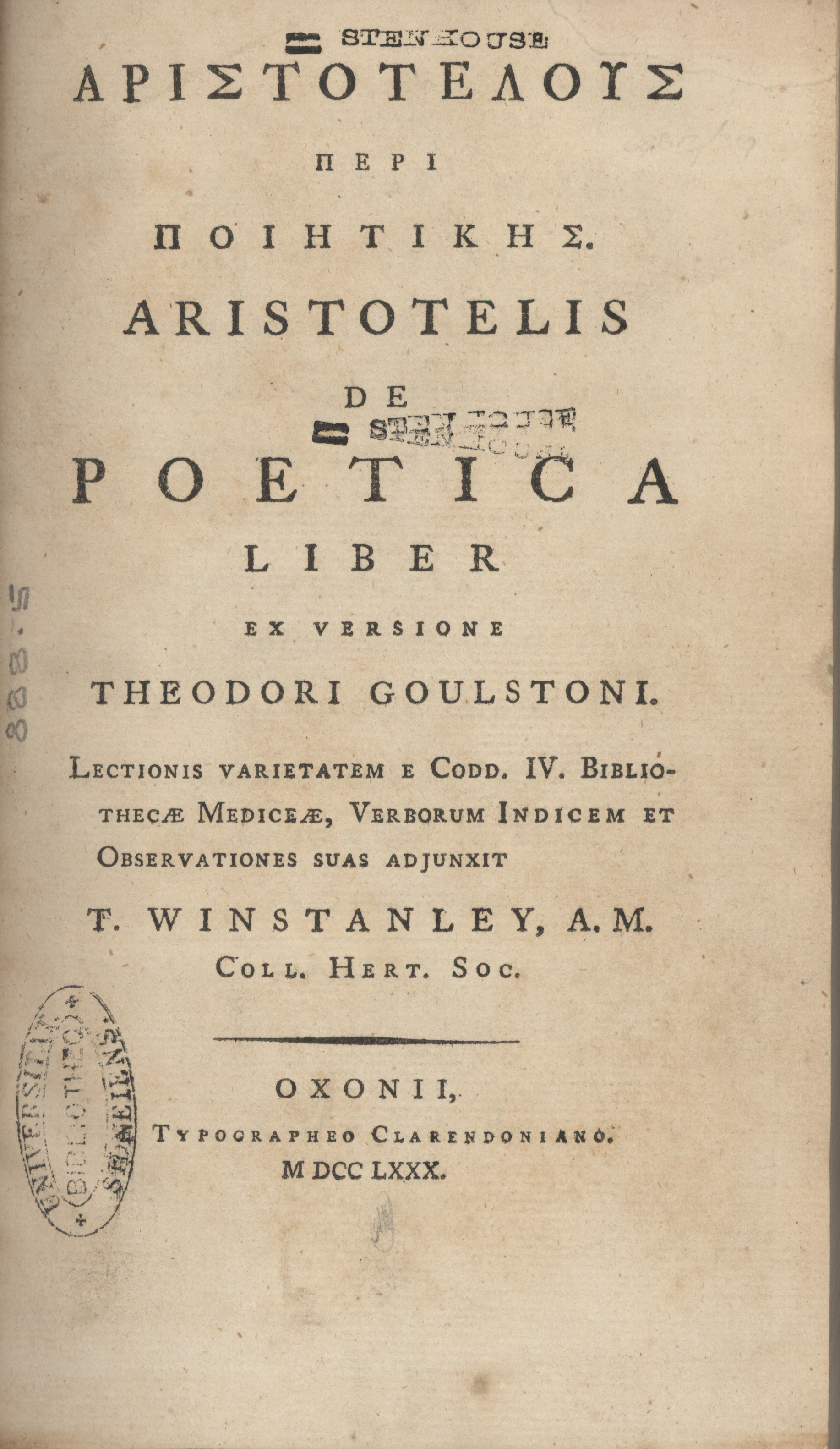
Averroès nous a laissé un commentaire de la Poétique d'Aristote (ici une édition de 1780).

Selon Quesne, Averroès évite soigneusement la question de l'origine divine de la poésie, qui était celle du Ion (534b-d).
Platon écrit en effet que « ce n'est pas grâce à un art que les poètes profèrent leurs poèmes, mais grâce à une puissance divine ».
Mais dans un cadre musulman, ce sont seulement les prophètes qui sont inspirés par Dieu.
Sur cette question, Averroès se tourne donc vers Aristote et sa théorie de la mimèsis : si les poètes ne sont que les imitateurs des actions humaines, ils ne sont pas mus par Dieu directement, ils sont au même niveau que les autres hommes.
Mais Quesne ajoute que sur la question de la moralité de la poésie, Averroès propose une interprétation platonisante de la mimesis d'Aristote.
En effet, « Averroès insiste sur la place du poète dans la communauté – mais sans reprendre tel quel le point de vue de Platon, plutôt en l'islamisant au nom de la « commanderie du bien ». » 
Le poète doit représenter des actions bonnes dans un but qui n'est pas seulement descriptif, mais aussi prescriptif, pour pousser les musulmans à bien se comporter et à rejeter les mauvaises actions.
Le problème est que selon Averroès, les poètes imitent mal les actions, c'est-à-dire échouent à encourager au bien, à suivre le commandement du bien indiqué par le Coran. Contrairement aux poètes, le Coran commande le bien et « ne donne que de bons exemples », explique Philippe Quesne. C'est un « modèle singulier et inimitable » : là est marquée la différence entre les Grecs, et les Musulmans comme Averroès. C'est pourquoi Averroès oppose fréquemment le Coran aux poètes arabes, dans son commentaire de la Poétique : les poètes sont mauvais par rapport aux normes grecques, le Coran transcende ces normes au contraire.
Philippe Quesne ajoute que pour Averroès, le Coran relève du genre démonstratif alors que la poésie est rattachée à la rhétorique et relève du genre persuasif, tout comme la sophistique. En ce sens, la philosophie serait plus proche du Coran que la poésie. Mais le Coran est une sorte de poésie inimitable, que les poètes ont donc tort de vouloir imiter, puisqu'il est impossible qu'ils atteignent sa « surexcellence ». Ils sont ravalés au rang de sophistes, et n'ont donc pas leur place dans la Cité musulmane.

### Les trois grandes interprétations de la philosophie politique d'Averroès
Le platonisme politique fut tour à tour interprété comme un révolutionnaire, un réformateur et un conservateur. La philosophie politique d'Averroès, qui s'inspire de Platon a fait l'objet d'interprétations diverses. La première très influente au début de la Renaissance en fait un champion de la séparation du spirituel et du temporel ; la seconde un matérialiste précurseur du marxisme et la troisième proposée par Rémi Brague, un intellectuel organique conservateur.

#### Averroès défenseur de la séparation entre le spirituel et le temporel

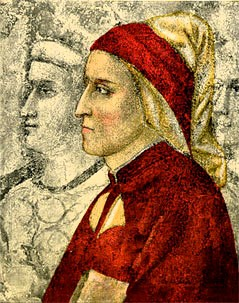
Portrait de Dante Alighieri. Le philosophe florentin actualise la politique d'Averroès, en distinguant le spirituel du temporel. Gravure d'après un détail d'une fresque de Giotto di Bondone, Chapelle Marie-Madeleine, Musée national du Bargello, Florence, XIVe siècle.

La première grande interprétation de la philosophie politique d'Averroès considère ce dernier comme un réformateur. Cette lecture d'Averroès naît avec des auteurs comme Marsile de Padoue et Dante Alighieri, et nous est rendue par le médiéviste Alain de Libera. Le projet de « monarchie universelle » exposé dans le traité De Monarchia de Dante réclame la caution d'Averroès. Or, ce projet a pour but de séparer et d'harmoniser le pouvoir temporel de l'empereur et le pouvoir spirituel du pape. Si ce projet se réclame d'Averroès, c'est à partir de deux idées principales puisées chez ce dernier.
La première, c'est l'idée de la séparation entre la foi et le savoir, qui seraient deux ordres de vérité distincts (sans être opposés néanmoins : la doctrine de la double vérité est une caricature polémique des opinions averroïsantes). Cette séparation dans l'ordre de la connaissance aurait pour corollaire dans l'ordre éthique et politique la séparation entre le temporel et le spirituel.
La deuxième, c'est l'idée d'un intellect commun à tous les hommes. Dante l'interprète non pas comme un monopsychisme (les hommes singuliers n'auraient pas d'intellect propre, il n'y aurait qu'un Intellect unique et séparé d'eux), mais, à la suite des critiques de Thomas d'Aquin contre l'averroïsme, comme une communauté intellectuelle de l'humanité, où chaque intellect particulier apporte sa contribution personnelle à la connaissance collective de l'humanité tout entière. Pierre Lévy explique que les philosophes arabes et juifs du Moyen Âge sont les théoriciens d'une intelligence collective, qui deviendra Internet avec les technologies numériques. Jean-François Mattéi ajoute que l'Intellect unique d'Averroès est l'anticipation d'un « réseau autonome » qui pense indépendamment des consciences individuelles, et qui définit selon lui le fonctionnement d'Internet. Cette communauté de pensée nécessiterait, selon Dante, la paix, et la paix nécessiterait le pouvoir impérial et son indépendance vis-à-vis du pouvoir religieux.
La philosophie politique d'Averroès est alors interprétée non pas comme révolutionnaire (il ne s'agit pas de renverser un quelconque pouvoir établi), ni comme conservatrice (il ne s'agit pas d'instaurer ou de perpétuer une théocratie religieuse ou philosophique), mais comme réformatrice : l'intellect exige de séparer le temporel du religieux, et la société humaine a pour but la connaissance et la sagesse dans un cadre de paix universelle. Il s'agit d'une forme embryonnaire de laïcité.

#### Averroès matérialiste révolutionnaire selon les marxistes
La deuxième grande interprétation de la philosophie politique d'Averroès, plus minoritaire, fait de ce dernier un révolutionnaire et un penseur de gauche radicale (Ernst Bloch parle de « gauche aristotélicienne »). Cette tradition interprétative utilise principalement les outils d'exégèse théorisés par le marxisme. En effet, il faudrait dissocier chez Averroès l'aspect idéologique de sa pensée (ses opinions concernant l'ordre social et la théocratie) de son aspect « politique » ou « matériel ». Ce deuxième aspect concerne les conséquences sociales et politiques de la pensée de l'auteur, parfois indépendamment de ses intentions propres et déclarées.
En ce sens, ce qui serait important dans la philosophie politique d'Averroès, ce ne serait pas ses opinions sur un pouvoir appartenant exclusivement aux philosophes théologiens, mais les conséquences pratiques de ses thèses métaphysiques. C'est de cette façon que le philosophe allemand et marxisant Ernst Bloch, lit la philosophie d'Averroès. Pour lui, la principale thèse qui fait d'Averroès un révolutionnaire est l'idée que la matière contient en elle-même tous les possibles et se suffirait à elle-même. Averroès écrit en effet que « dans le processus de l'advenir est présente une potentialité (sans commencement), en tant que substrat des formes d'être contraires qui se succèdent en lui ». Cette thèse, héritée d'Aristote, fut reprise selon Bloch par Avicenne, Salomon ibn Gabirol, puis par Averroès lui-même, et aurait influencé ensuite Giordano Bruno et Goethe. Si la matière est définie par les possibles qui tendent à s'autoformer, cela remet en cause l'idée de transcendance divine qui serait, selon Bloch, le fondement de l'idéologie conservatrice de l'ordre établi. La matière n'aurait pas besoin d'être formée ou déterminée de l'extérieur, elle ne serait pas même créée. Bloch écrit : « ainsi il n'y a pour la matière ni la possibilité ni le besoin d'une création ».
Le philosophe Tayyeb Tizini, professeur à l'Université de Damas qui se réclame du marxisme, interprète lui aussi Averroès comme un matérialiste, athée et révolutionnaire. Marc Geoffroy, spécialiste d'Averroès et de sa réception à l'époque contemporaine, écrit que « Dans la lecture marxiste de Tayyib Tizini, Ibn Rushd se présente […] comme un philosophe rationaliste radical, matérialiste et athée ».

La deuxième thèse qui accréditerait l'image d'un Averroès matérialiste et même panthéiste est celle qui conçoit l'homme comme un corps, sans intellect ou esprit dont l'origine serait transcendante. L'homme se réduirait à ses facultés corporelles (sensation et imagination surtout), et n'aurait pas de faculté spirituelle ou intellect d'origine divine. Cette position est proche de celle d'Alexandre d'Aphrodise, et la polémique entre les partisans des deux philosophes portera sur le statut d'un éventuel Intellect unique et séparé (thèse du monopsychisme). Bloch cite Averroès, pour montrer que ce dernier tend à réduire l'âme au corps : 
« L'hypothèse d'âmes sans corps et qui n'en seraient pas moins nombreuses est quelque chose d'inouï. Car la cause de la multiplicité, c'est la matière, alors que la cause de la concordance de choses multiples, c'est la forme. En conséquence, qu'il existe sans matière un grand nombre de choses concordantes quant à la forme est impossible (Incohérence de l'Incohérence). »
 Averroès veut dire par-là que le nombre ou la multiplicité des âmes a pour cause la matière. Sans elle, nous ne pourrions penser que la forme commune des âmes, et non leur existence effective.
La dissidence de l'averroïsme latin au Moyen Âge et de l'averroïsme italien à la Renaissance par rapport aux autorités établies (Universités et Église) serait l'émanation même de cet esprit révolutionnaire intrinsèque à la pensée du maître, Averroès. Des thèses importantes (comme l'éternité du monde ou la corruption des âmes individuelles) de l'aristotélisme et de l'averroïsme, dont les représentants principaux dans le monde chrétien étaient Boèce de Dacie et Siger de Brabant, ont en effet été condamnées par Étienne Tempier en 1270, puis en 1277.

#### Averroès intellectuel organique conservateur

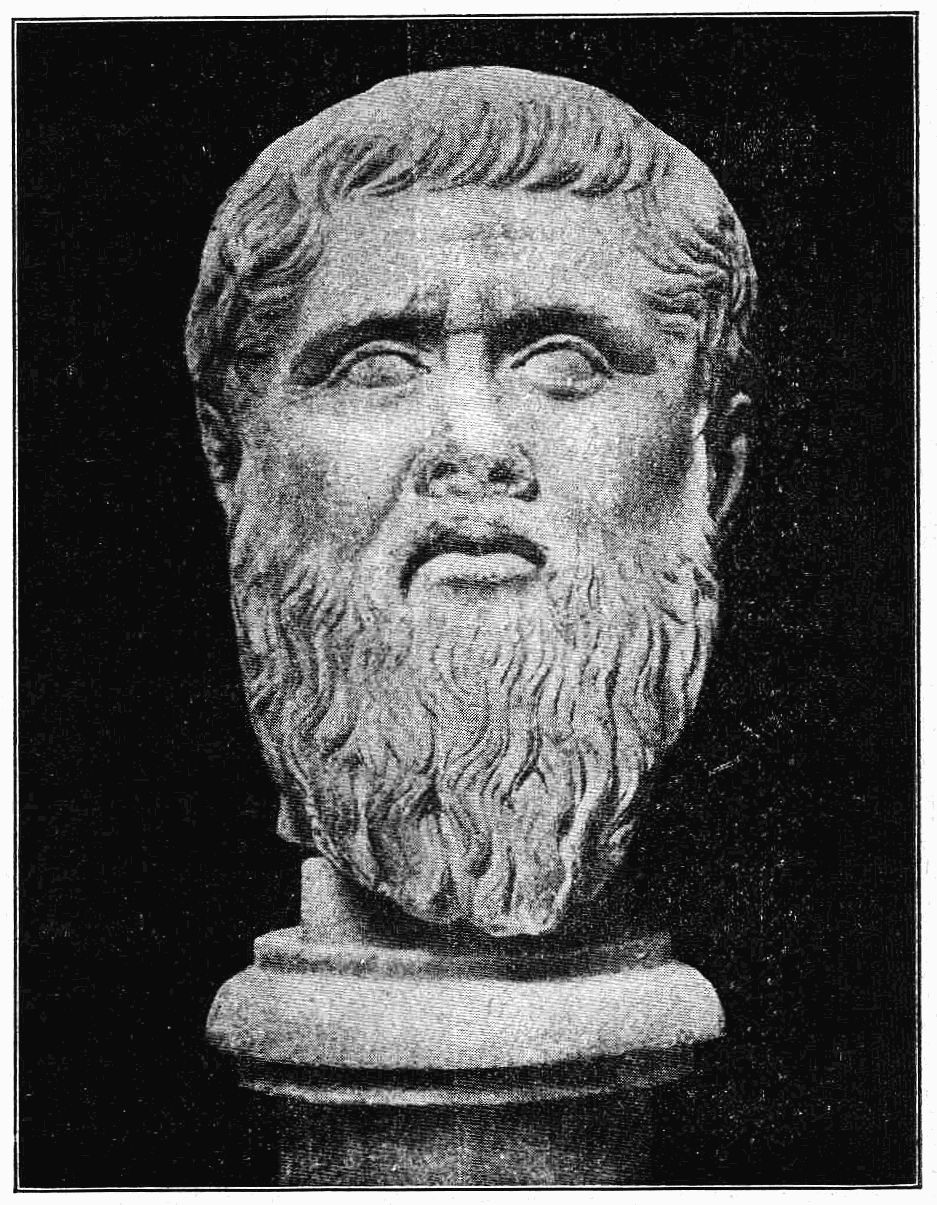
Portrait de Platon, dont l'œuvre La République est la source principale de la philosophie politique d'Averroès.

La troisième grande interprétation est celle du philosophe français Rémi Brague, qui, contre les interprétations « métaphysiques » ou « épistémologiques » d'Averroès (interprétations qui faisaient appel aux théories de la matière ou de l'intellect), se propose de lire Averroès au nom de la « vérité historique ». Le chapitre considéré, « Averroès est-il un gentil ? », est polémique et incisif : il consiste en une accumulation rapide de sources historiques et philologiques, invoquées contre le « mythe Averroès » qui aurait été fabriqué par la « République française » au nom de la tolérance. Rémi Brague s'oppose à l'idée qu'Averroès serait un réformateur tolérant ou un révolutionnaire pré-marxisant. Il propose une exégèse purement historique de la philosophie politique d'Averroès. Ainsi, il montre que dans son ouvrage L'incohérence de l'incohérence, Averroès conclut un raisonnement philosophique par la justification du meurtre des non-musulmans : « La négation et mise en discussion des principes religieux met en danger l’existence même de l’homme ; c’est pourquoi il faut tuer les hérétiques. » (Tahafot at-Tahafot (L'incohérence de l'incohérence), XVII, 17).
Rémi Brague ne cherche pas à lire Averroès en le rapportant aux averroïstes s'inspirant du maître, que ce soient les averroïstes latins du Moyen Âge ou italiens de la Renaissance. Cela peut se justifier à partir du moment où, comme l'écrit Dominique Urvoy, il n'est pas du tout certain que les penseurs qualifiés d'« averroïstes » soient des continuateurs fidèles du maître, ni que l'« averroïsme » constitue une doctrine unifiée.
Rémi Brague rappelle que le Discours décisif (livre à partir duquel serait fabriqué le mythe du bon Averroès, tolérant et progressiste) représente une infime partie de l'œuvre entière d'Averroès, et que le philosophe arabe a donné un commentaire de la République de Platon. Rémi Brague explique qu'Averroès n'a pas remis en cause certaines thèses considérées comme eugénistes dans l'ouvrage platonicien. Cette interprétation de la philosophie politique d'Averroès est corroborée par les textes où ce dernier souhaite donner le pouvoir aux philosophes (falasifa, les aristotélisants) en destituant les théologiens (ash'arites). Cette position semble continuer l'élitisme de Platon, qui appelle de ses vœux la prise de pouvoir des « philosophes rois ».
L'argument principal d'Averroès est que les philosophes sont les seuls à même d'interpréter correctement la Parole sainte, là où les théologiens se perdent dans des circonvolutions dialectiques qui mènent à l'opposition des sectarismes religieux entre eux ; tandis que la foule doit s'en tenir à une lecture littérale des textes sacrés, n'ayant pas l'intelligence suffisante pour comprendre la lecture philosophique et rationnelle. La foule comprend les images, les métaphores, les figures de style persuasives, mais pas les démonstrations logiques. Ainsi, la Cité idéale musulmane consiste en l'union des philosophes dirigeants, seuls à même d'interpréter les textes sacrés, et des gens du commun ignorants, mais capables de mener leur vie d'après la lettre de ces textes. Serge Cospérec résume ainsi : « la foule ne peut assentir à la vérité (et y être conduite) QUE par des arguments « rhétoriques » (sensibles, imagés). C'est pourquoi le Coran abonde en figures poétiques ».
De même, Rémi Brague évoque les liens de Martin Heidegger avec le nazisme, pour signaler qu'on ne saurait écarter a priori l'idée d'une collusion entre la philosophie et les pires régimes de l'histoire. Comme le disaient Karl Jaspers et Hannah Arendt, « la philosophie n'est pas tout à fait innocente ». Selon l'auteur médiéviste, Averroès, grand cadi de Cordoue, au service des Almohades, est un « intellectuel organique » au sens d'Antonio Gramsci, par opposition à l'« intellectuel critique ». Averroès serait un soutien du pouvoir en place, non un penseur en marge. Il serait conservateur, voire réactionnaire, et non révolutionnaire ou progressiste. Rémi Brague soutient que l'idéologie d'Averroès est celle de la classe dominante de son époque.

## Postérité

### Moyen Âge latin

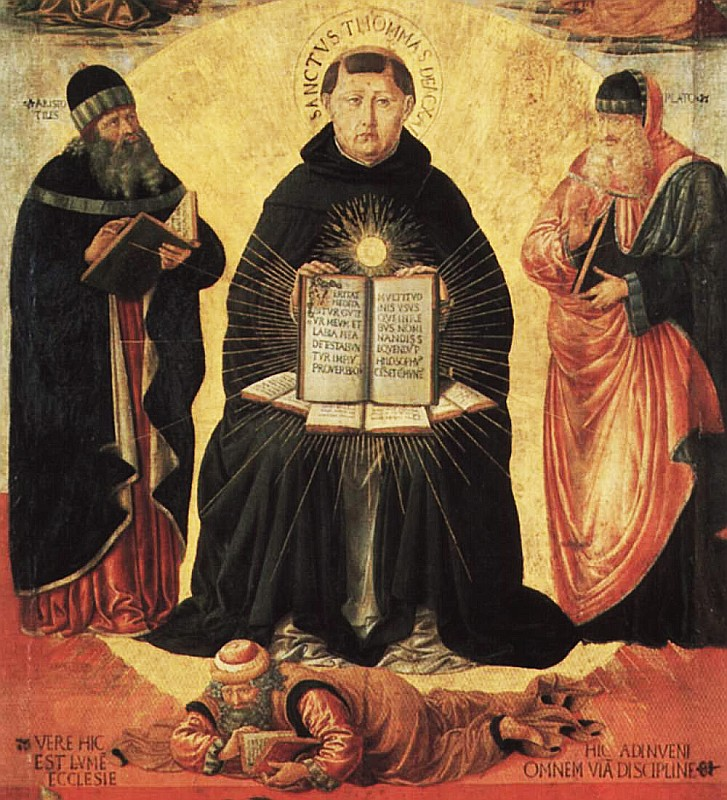
Benozzo Gozzoli, Triomphe de saint Thomas d'Aquin sur Averroès, détail, musée du Louvre, 1468-1484.

Par sa capacité à concilier la philosophie aristotélicienne et la foi musulmane, Averroès est considéré comme l'un des grands penseurs du monde islamique. Ses commentaires de l'œuvre d'Aristote, traduits en latin vers 1230 (Michael Scot) entre autres, ont par ailleurs eu une influence majeure sur les penseurs du monde chrétien médiéval, auprès duquel il a fortement contribué à la diffusion des cultures grecque et arabe. Averroès ne s'accordait pas toujours dans ses commentaires avec Alexandre d'Aphrodise, ce qui divisa toute l'école péripatétique en deux courants, celle des averroïstes et celle des alexandristes. Les alexandristes notamment ne nient pas le caractère individuel de la pensée.
La pensée d'Ibn Rushd est bien accueillie en Occident (dès 1225), car elle est fondée sur les idées d'Aristote qui y sont déjà connues, notamment depuis les centres de diffusion culturelle d'Angleterre et de Tolède. Si elle ne crée pas de transfert de connaissances, sa pensée participe à cette diffusion philosophique en Occident. Ses disciples les plus illustres ont été Boèce de Dacie, Siger de Brabant, Jean de Jandun et Marsile de Padoue.
George Sarton, le père de l'histoire des sciences aux États-Unis, écrit :
« Averroès doit sa grandeur à l'énorme remue-ménage qu'il a provoqué dans l'esprit des hommes pendant des siècles. L'histoire de l'averroïsme s'étale sur une période de quatre siècles jusqu'à la fin du XVIe siècle, cette période mérite peut-être plus que toute autre d'être appelée le Moyen Âge, car elle est la véritable transition entre les méthodes anciennes et modernes. »
Vers 1250, de façon générale par Albert le Grand, puis en 1252, de façon précise par Robert Kilwardby et saint Bonaventure, Averroès est accusé d'avoir dit qu'il n'existe qu'une seule âme pour tous les hommes : c'est la controverse sur l'intellect agent, le monopsychisme soutenu par l'averroïsme latin. Bonaventure écrit vers 1260 que l'erreur averroïste consiste à dire qu'« il n'y a qu'une seule âme intellectuelle pour tous les hommes, et cela tant pour l'intellect agent que pour l'intellect potentiel ». Thomas d'Aquin attaque violemment les averroïstes, et à travers eux, Averroès lui-même, le « depravator » des péripatéticiens, pour les mêmes raisons. L'évêque de Paris de l'époque, Étienne Tempier, condamne en décembre 1270 puis en mars 1277, ce que Renan appellera l'averroïsme latin, avec ces thèses : éternité du monde, négation de la providence universelle de Dieu, unicité de l'âme intellective pour tous les hommes, déterminisme (négation du libre arbitre), et croyance en la double vérité.
Cependant, il faut ajouter que certains spécialistes contestent soit la fidélité des averroïstes à la pensée du maître, soit l'existence même d'un courant averroïste unifié. David Piché écrit qu'« il est désormais établi qu'il n'y a jamais eu de courant de pensée spécifiquement averroïste au XIIIe siècle ». Le terme d'« averroïste » a été inventé et utilisé par Thomas d'Aquin, Étienne Tempier et Raymond Lulle pour désigner ceux qui adhéraient à la thèse du monopsychisme. Plus tard, l'historiographie construit la fiction d'un averroïsme prétendument unifié, qui désignerait des philosophes adhérant totalement aux idées d'Averroès. C'est ce courant qui n'a jamais existé selon Piché.

### Scolastique juive

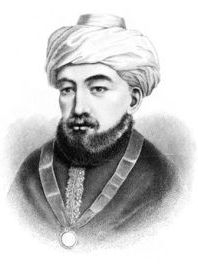
Portrait de Maïmonide, qui tente parallèlement à Averroès de penser rationnellement dans le cadre de la Révélation (juive).

L'œuvre d'Averroès eut une certaine influence sur les philosophes juifs qui parlaient l'arabe ou qui l'ont traduite en hébreu. L'écrivain Jacques Attali imagine une rencontre possible entre Moïse Maïmonide et le penseur musulman dans La Confrérie des Éveillés. Maïmonide, à l'instar d'Averroès, cherche à se servir des outils conceptuels de l'aristotélisme et de l'école péripatéticienne pour expliciter le contenu religieux de la Torah. Son ouvrage Le Guide des égarés est représentatif de cette démarche. Le thème du rapport entre la religion et la société qui se trouve dans le Guide est également traité dans le Discours décisif d'Averroès. Cependant, « Les textes d'Averroès sur la religion et la société ne parvinrent à Maïmonide en Égypte qu'au moment où son œuvre philosophique était déjà achevée », selon Maurice-Ruben Hayoun. Ces textes n'ont donc pas pu avoir une grande influence sur le philosophe juif. Ensuite, Shem Tov Falaquera produira un commentaire du Discours décisif, sans citer l'auteur.
Il faut plutôt chercher du côté de Isaac Albalag, qui se réclame d'Averroès, notamment à propos de l'idée selon laquelle le discours religieux doit être adapté aux masses et différent de la théologie pratiquée par les élites intellectuelles. Après lui vient Moïse Narboni, peut-être le fondateur de l'averroïsme juif en tant que courant. C'est un philosophe commentateur de Maïmonide, qui puise chez Al-Ghazali et Averroès pour traiter des questions de métaphysique et de théologie. Moïse de Narbonne a une prédilection certaine pour l’Incohérence de l'Incohérence qu'il cite fréquemment, selon M.-R. Hayoun.

### Renaissance italienne

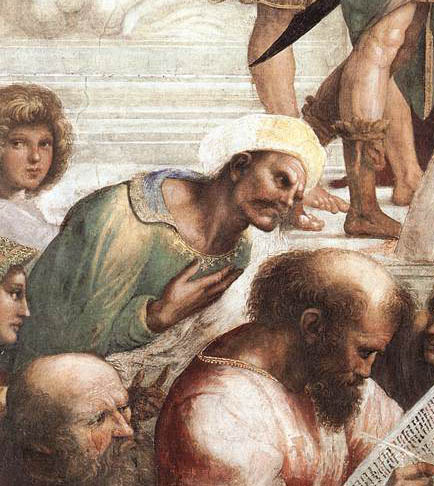
Averroès, détail de L'École d'Athènes de Raphaël. Musées du Vatican

Les travaux d'Averroès concernant Aristote illustrent le phénomène d'hellénisation (localisée et partielle cependant) de la civilisation islamique. Cette hellénisation se produit également aux XIVe et XVe siècles : c'est le grand mouvement culturel de la Renaissance italienne en Europe, qui se caractérisera par la reconstruction des philosophies de l'Antiquité (par exemple le néoplatonisme médicéen). Cette reconstruction se fait cependant majoritairement en rupture avec la scolastique.
Averroès influença fortement les humanistes florentins Ange Politien et surtout Pic de la Mirandole. Ce dernier souhaitait réconcilier la rigueur philosophique de l'aristotélisme averroïsant d'origine médiévale, et la beauté du style littéraire des humanistes italiens. Padoue était un grand centre averroïste où Pic de la Mirandole a étudié. C'est Élie del Medigo qui initie Pic de la Mirandole à la philosophie d'Averroès, selon Louis Valcke, spécialiste de la philosophie de la Renaissance. Pic de la Mirandole, dans son De Ente et Uno, assimile l'Être à l'Un, et à la suite d'Aristote et d'Averroès refuse de distinguer et hiérarchiser les deux comme dans le néoplatonisme. Agostino Nifo est un autre grand nom de l'averroïsme renaissant. Didier Foucault, spécialiste de ce courant, écrit que « Naples offrait de réelles possibilités d'approfondir l'averroïsme » au XVIe siècle. Nifo est un des acteurs de ce renouveau.
L'averroïsme est cependant critiqué à la Renaissance, d'abord par Pétrarque au XIVe siècle. Kurt Flasch, médiéviste allemand, affirme que selon Pétrarque, « ce fut de la faute des Arabes, et surtout d'Averroès, si les philosophes occidentaux usaient d'un si mauvais latin et si, au lieu de problèmes concrets comme les questions politiques, ils disputaient de concepts abstraits ».
Marsile Ficin, chef de file du néoplatonisme médicéen, qualifie Averroès de « blasphémateur », comme le rappelle Louis Valcke. Ficin admet l'existence de la pluralité des âmes immortelles, contre une certaine interprétation de la philosophie d'Averroès qui niait à la fois cette pluralité (monopsychisme) et cette immortalité (corruption complète de l'âme-corps au moment de la mort). Le professeur et rhétoricien Hermolao Barbaro reproche aux averroïstes de négliger le style et la beauté de l'écriture, à cause de leur discours argumentatif rigide et sec, dénué d'images, « barbare » selon lui. L'humanisme rhétorique initié entre autres par Pétrarque rejette donc la scolastique dans son ensemble, averroïsme compris, pour des raisons avant tout stylistiques et poétiques.
Selon P.E. Pormann, ce rejet se base aussi sur les idéaux de pureté intellectuelle, politique et religieuse : le retour à la « limpidité » des sources grecques à préférer aux « mares barbares » des Arabes. Ainsi Pétrarque remet aussi en question la valeur de la médecine arabe. Le courant helléniste de l'humanisme de la Renaissance aurait conduit à un refoulement de l'héritage arabe.
La supposée négation de l'immortalité individuelle par Averroès a été critiquée par les autorités religieuses chrétiennes en la personne des papes Léon X de Médicis et Clément VII, notamment lors du Cinquième concile du Latran en 1513. Cependant, Raphaël montre son admiration envers lui en le plaçant au milieu des plus illustres philosophes grecs dans sa fresque L'École d'Athènes (1509-1512).

### DuXIXesiècleà nos jours

#### LaNahda: redécouverte d'Averroès
Au XIXe siècle, Averroès, qui avait été oublié dans le monde arabo-musulman, est redécouvert lors de la Nahda, la Renaissance arabe. Marc Geoffroy, spécialiste arabisant d'Averroès, écrit que « L'œuvre d'Ibn Rushd a donc été assez abondamment commentée depuis la fin du XIXe siècle dans le monde arabe ». Geoffroy ajoute que les idées du Discours décisif ont été utilisées « comme argument en faveur du grand postulat réformiste selon lequel la religion islamique, essentiellement rationnelle, peut et doit servir à l'émancipation des sociétés musulmanes ».
La Nahda, explique Marc Geoffroy, est un mouvement intellectuel de réveil, lors duquel les pays arabophones remettent en question leur propre arriération historique et l'obscurantisme dans lequel ils se sont enferrés. Le contact avec l'Occident moderne et impérialiste occasionne un choc brutal qui pousse à cette remise en question. Les intellectuels arabes veulent alors renouer avec l'héritage culturel oublié, et l'œuvre d'Averroès est mise au premier plan. Le Discours décisif, qui date du XIIe siècle, est discuté et sert à défendre des opinions idéologiques parfois opposées.
Schématiquement, il y a trois positions : les sécularistes (Farah Antoun, Zaki Naguib Mahmoud) attachés à l'autonomie de la raison reprochent au livre d'Averroès de ne pas avoir autonomisé la raison par rapport à la Révélation. Averroès cherche en effet à mettre en conformité le contenu coranique avec la raison, et non à séparer radicalement les deux. Deuxièmement, les « réformistes-fondamentalistes » (Muhammad Yusuf Musa, Muhammad Amara) au contraire, se réclament du Discours décisif : ils veulent montrer en effet que l'islam est une religion rationnelle et compatible avec l'émancipation. Enfin, les marxistes (Tayyib Tizini) pensent qu'Averroès était en réalité athée et matérialiste, et qu'il a cherché en jouant double jeu à désaliéner les masses de l'emprise de la religion féodale.
Pour Marc Geoffroy, la diversité des interprétations d'Averroès se conjugue avec un « quasi-consensus sur son intérêt et son actualité », depuis la Renaissance arabe jusqu'à la deuxième moitié du XXe siècle, où Averroès fait l'objet de nouvelles traductions occasionnant de nouveaux débats en France.

#### En France: le débat sur l'héritage arabe
En France, au XIXe siècle, l'historien Ernest Renan relativise l'apport d'Averroès en 1866 dans une étude qui fera longtemps autorité, Averroès et l'averroïsme, avant d'être remise en question par les médiévistes du XXe siècle comme Étienne Gilson. Renan affirme que « Nous n'avons rien ou presque à apprendre ni d'Averroès, ni des Arabes, ni du Moyen Âge » et que l'averroïsme est « insignifiant comme philosophie », semblable à une « scolastique dégénérée ». Même si Renan admet qu'Averroès a joué un rôle dans la naissance du rationalisme occidental au Moyen Âge et à la Renaissance.
Gilson au contraire, et après lui Alain de Libera et Marc Geoffroy, créditent Averroès d'une critique rigoureuse de l'ontologie d'Avicenne, ce qui le situe en bonne place dans l'histoire de la métaphysique. Kurt Flasch, spécialiste allemand de la philosophie arabe, retrace également le chaînon arabe (Avicenne et Averroès) entre la philosophie grecque et la philosophie allemande moderne, par Maître Eckhart qui a été influencé par les deux falasifa.
Averroès est fréquemment cité dans des polémiques au sujet des échanges culturels entre l'islam et la chrétienté, et du rapport qu'entretient la religion avec la raison. C'est le cas d'un débat qui a opposé Rémi Brague et Luc Ferry, également d'un débat entre le premier et Malek Chebel. Rémi Brague considère qu'Averroès est un « réactionnaire » imbu de pouvoir, partisan de la théocratie, tandis que ses adversaires font d'Averroès un philosophe qui prône l'usage de la raison et de la tolérance, un représentant des Lumières arabes. Alain de Libera apporte sa pierre à ce débat dans son article intitulé « Pour Averroès » : tout en reconnaissant le caractère élitiste de la philosophie politique d'Averroès, il en fait néanmoins un défenseur de la raison. Mais Rémi Brague souligne qu'Averroès appelle au meurtre des hérétiques dans L'incohérence de l'incohérence, ce qui réduit à néant l'idée parfaitement anachronique d'un Averroès apôtre de la tolérance : « La négation et mise en discussion des principes religieux met en danger l’existence même de l’homme ; c’est pourquoi il faut tuer les hérétiques. » (Tahafot at-Tahafot, XVII, 17).
Jean-Marc Ferry cite les œuvres d'Averroès, d'Al-Fârâbî, d'Avicenne et de Maïmonide, côté juif, comme l'exemple de tentatives de conciliation « entre les deux sources, hellénique et abrahamique, apparemment concurrentes, de la vérité : la raison philosophique et la révélation prophétique ». Il les revisite en fonction du projet analogue à celui de Jürgen Habermas de la réconciliation de la critique et de la foi dans l'Âge post-séculier.

#### Dans les arts et la littérature
Ruth Fine, spécialiste de littérature espagnole, fait l'hypothèse que le choix du narrateur fictif de Don Quichotte par Cervantès, à savoir l'historien musulman Cide Hamete Benengeli, est un hommage caché à Averroès.
Le cinéaste Youssef Chahine met en scène Averroès dans son film Le Destin en 1997. Il en fait un héros du rationalisme contre le fanatisme religieux.
Il a également inspiré à Jorge Luis Borges une de ses nouvelles, « La Quête d'Averroes », du recueil El Aleph. Dans cette nouvelle, Averroes s'interroge vainement sur le sens des mots « tragédie » et « comédie » qu'il a rencontrés chez Aristote et dont il n'existe pas d'équivalent dans la culture arabe de son époque, ce qui l'amène à conclure que « Aristû (Aristote) appelle tragédie les panégyriques et comédie les satires et anathèmes. D'admirables tragédies et comédies abondent dans les pages du Coran et dans les mu'allakas du sanctuaire ». En post-scriptum, Borges prend conscience que son personnage « n'était pas plus absurde que moi, m'efforçant d'imaginer Averroes » et que « mon récit était un symbole de l'homme que je fus pendant que je l'écrivais ».
L'écrivain israélien Ili Gorlizki imagine une correspondance entre Averroes et Moïse Maïmonide dans Maïmonide - Averroès. Une correspondance rêvée.
Jacques Attali lui consacre en 2004 un roman biographique et policier (ainsi qu'à Moïse Maïmonide) : La Confrérie des Éveillés.
L'écrivain anglo-indien Salman Rushdie, dans son autobiographie Joseph Anton, dit tenir son propre nom d'Averroès, car son père « Anis a forgé le nom de Rushdie à partir de celui d'Ibn Rushd (Averroès en Occident), le philosophe « au premier plan de l’interprétation rationaliste de l'islam contre la tradition littérale » ».
Salman Rushdie publie aussi un roman en 2015, Deux Ans, Huit Mois et Vingt-huit Nuits, dans lequel Averroès est un personnage fantastique.
L'écrivain marocain Driss Ksikes a présenté début janvier 2017 au Maroc son roman Au détroit d'Averroès. Le personnage principal est Adib, un professeur de philosophie, qui se passionne pour Averroès « si longtemps banni et tardivement réhabilité ». En octobre 2017,
Gilbert Sinoué consacre son roman historique Averroès ou le secrétaire du diable à cette personnalité andalouse.

#### Dans les institutions éducatives, culturelles et religieuses
Créées en 1994, les « Rencontres d'Averroès » se proposent de penser la Méditerranée des deux rives en invitant à Marseille des personnalités autour de tables rondes. Le thème de la 22e édition était « Méditerranée, un rêve brisé ? », mais elle a été annulée à la suite des attentats du 13 novembre 2015 en France.
Le programme Averroès, quant à lui, est un système d'échange inter-universitaire au Maghreb et en Union européenne. Il a pris ce nom car la figure d'Averroès évoque un trait d'union culturel entre les pays de ces deux régions du monde.
Le premier lycée privé musulman de France métropolitaine, ouvert à Lille à la rentrée 2003, porte son nom.
En 2006, un centre hospitalier de Casablanca prend le nom d'Ibn Rochd.
En 2008, la mosquée de Montpellier prend le nom d'Averroès, comme le principal amphithéâtre de la faculté de médecine d'Angers.

#### Nomenclature astronomique
En 1976, l'union astronomique internationale a donné le nom de Ibn-Rushd à un cratère lunaire. Un astéroïde découvert en 1973 porte également son nom : (8318) Averroes.

## Œuvres

Colliget, ou Collyget, le principal traité de médecine d'Averroès. Édition vénitienne de 1549.

### Droit
- Mukhtasar al-Mustasfā, L'Abrégé de la Quintessence de la théorie légale Al-Ghazali. Trad. A. Farhat, Paris, Al-Boustane, 2011 (sur la méthodologie juridique).
- la Bidâya (traité de droit), en 1168, complétée vingt-ans après par Le Livre du pèlerinage.
- Averroès (trad. Marc Geoffroy, préf. Alain de Libera), Discours décisif, Paris, Flammarion, coll. « GF », 1996 (réimpr. 1999), 247 p. (ISBN 2-08-070871-6) (Fasl al-maqâl fîmâ bain ashsharî'ah wa al-hikmah min al-ittisâl, 1179).
- Ibn Rochd (Averroès) (trad. Léon Gauthier), Accord de la religion et de la philosophie, Alger, 1905 (réimpr. 1948) (lire en ligne). (édition plus ancienne du Discours décisif).

### Médecine
- Colliget (1161, deuxième version en 1194), corruption du mot arabe al-Kulliyât (الكليات) qui signifie le Livre de tous ou Généralités [sur la médecine], publié à Venise en 1482.
- Commentaires sur les canons d'Avicenne, publiés à Venise en 1484.
- Exposé du poème médical d'Avicenne, Venise en 1552. Trad. fr. par Mahmoud Aroua, Commentaire au Poème de la médecine d'Avicenne, Paris, L'Harmattan, 2023.
- Commentaires moyens sur Galien.
- Traité de la thériaque, Venise en 1562.

### Philosophie
- Abrégé de l'Almageste (résumé de l’Almageste de Ptolémée).
- Averroès (trad. Marc Geoffroy et Carlos Steel), La béatitude de l'âme, Paris, Vrin, coll. « Sic et non », 2002, 338 p. (ISBN 2-7116-1519-7).
- Ce qui est nécessaire en logique, ou Petits commentaires (sur l'Organon et l’Isagogè).
- Commentaires sur Aristote, publiés en latin à Venise en 1595, in-folio.
- Commentaire du De caelo d'Aristote (sur le traité Du ciel).
- Commentaire de la Physique d'Aristote (sur la Physique).
- Commentaire de la Poétique d'Aristote (sur la Poétique).
- Commentaire des Seconds Analytiques d'Aristote (sur les Seconds Analytiques), publié en trad. latine à Venise, 1562.
- Averroès (trad. Ali Benmakhlouf et Stéphane Diebler), Commentaire moyen sur le De interpretatione, Paris, Vrin, coll. « Sic et non », 2000, 206 p. (ISBN 2-7116-1441-7). (Talkhîs kitâb al-'ibârah).
- Averroès (trad. Maroun Aouad), Commentaire moyen à la Rhétorique d'Aristote, Paris, Vrin, coll. « Textes et traditions », 2003, 1304 p. (ISBN 2-7116-1610-X). (Talkhîs al-Khatâbah, 1176).
- Averroès (trad. Taïeb Meriane), Destruction de la destruction [« Tahāfut al-tahāfut »], Paris, Vrin, 2022, 520 p. (ISBN 978-2-7116-2878-0).
- Averroès (trad. Jean-Baptiste Brenet), L'Intellect : Compendium du livre De l'âme, Paris, Vrin, coll. « Sic et Non », 2022, 320 p. (ISBN 978-2-7116-3023-3).
- Averroès (trad. Alain de Libera), L'intelligence et la pensée : Sur le De anima, Paris, Flammarion, coll. « GF », 1998, 405 p. (ISBN 2-08-070974-7, lire en ligne ). (Sharh kitâb al-nafs, 1186).
- Averroès (trad. Aubert Martin), Grand commentaire sur la Métaphysique d'Aristote, Paris, Les Belles Lettres, 1984, 308 p. (ISBN 2-251-66234-0). (Tafsîr mâ ba'd al-tabî'ah, entre 1182-1193).
- Averroès (trad. Laurence Bauloye), Grand commentaire de la Métaphysique : Livre Bêta, Paris, Vrin, coll. « Sic et non », 2002, 336 p. (ISBN 2-7116-1548-0).
- Commentaire de la République de Platon (sur La République de Platon). Traduction espagnole : (es) Averroes (trad. Miguel Cruz Hernández), Exposición de la « República » de Platón, Madrid, Tecnos, coll. « Clásicos del pensamiento », 2011, 240 p. (ISBN 978-84-309-5046-1).
- De substantia orbis, six petits traités sur les propriétés des cieux, datant de 1178.

### Poésie
- Recueil encore inédit.

### Théologie
- Commentaire de la profession de foi d'Ibn Toumert.
- Dévoilement des méthodes de démonstration des dogmes de la religion musulmane (Al Kashf 'an manâhij al-adilla fi 'aqa'id al-millah, 1180), trad. partielle Marc Geoffroy, in L'Islam et la raison, p. 97-160.
- Averroès (trad. Jean-Baptiste Brenet), Dieu et la connaissance du monde, Paris, Rivages, 2023, 235 p. (ISBN 9782743659721).
- Incohérence de l'Incohérence, trad. partielle Marc Geoffroy, in L'Islam et la raison, p. 167-204. Réfutation du fameux Incohérence des philosophes (Tahâfut al-falâsifa) de Al-Ghazali (1095). Trad. anglaise par S. Van Den Berg, Averroes' Tahafut al-tahafut, Londres, 1954, 2 t.
- Averroès (trad. Marc Geoffroy, préf. Alain de Libera), L'Islam et la raison : Anthologie de textes juridiques, théologiques et polémiques, Paris, Flammarion, coll. « GF », 2000, 225 p. (ISBN 2-08-071132-6).